# Umanesimo

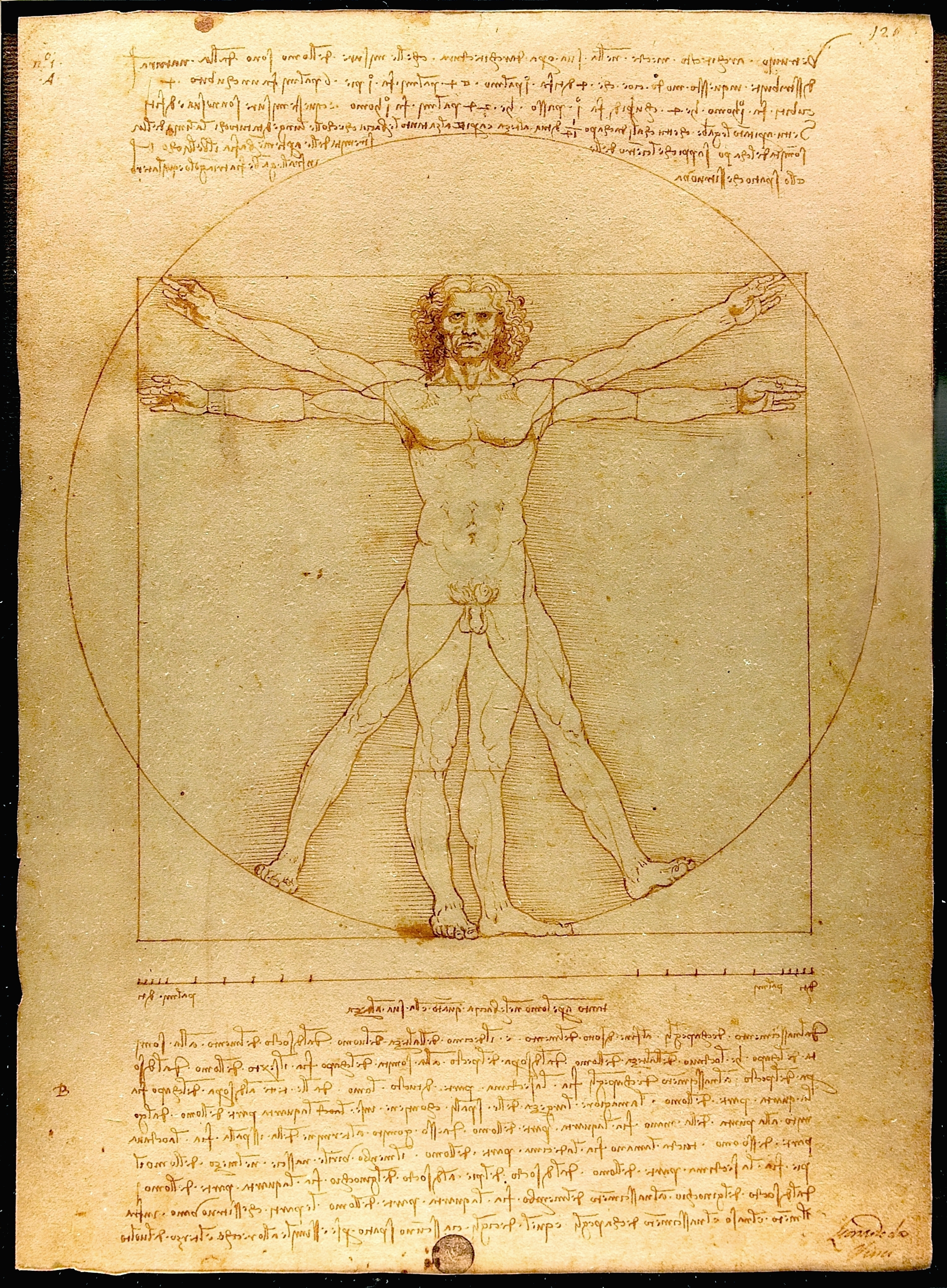
L'Uomo Vitruviano di Leonardo da Vinci. Il disegno raffigura le proporzioni ideali del corpo umano, basandosi su un passo del De architectura di Vitruvio.

L'Umanesimo fu un movimento culturale irradiatosi dall'Italia nel corso del XV e XVI secolo.  Ispirato da autori trecenteschi quali Francesco Petrarca e in parte Giovanni Boccaccio, esso era volto alla riscoperta dei classici latini e greci nella loro storicità e non più nella loro interpretazione allegorica, inserendo quindi anche conoscenze e usanze dell’antichità nella quotidianità tramite le quali poter avviare una "rinascita" della cultura europea dopo i cosiddetti "secoli bui" del Medioevo.
L'umanesimo petrarchesco, fortemente intriso di neoplatonismo e tendente alla conoscenza dell'anima umana, si diffuse in ogni area della penisola (con l'eccezione del Piemonte sabaudo), determinando di conseguenza l'accentuazione di un aspetto della classicità a seconda delle necessità dei "protettori" degli umanisti stessi, vale a dire dei vari governanti. Nel giro del XV secolo, gli umanisti dei vari Stati italiani incominciarono a mantenere forti legami epistolari fra di loro, aggiornandosi riguardo alle scoperte compiute nelle varie biblioteche capitolari o claustrali d'Europa permettendo alla cultura occidentale la riscoperta di autori e opere fino ad allora sconosciuti.
Per avvalorare l'autenticità e la natura dei manoscritti ritrovati, gli umanisti, sempre sulla scia di Petrarca, favorirono la nascita della moderna filologia, scienza intesa a verificare la natura dei codici contenenti le opere degli antichi e determinarne la natura (cioè l'epoca in cui quel codice fu trascritto, la provenienza, gli errori contenuti con cui poter effettuare comparazioni in base alle varianti). Dal punto di vista delle aree d'interesse in cui alcuni umanisti si concentrarono maggiormente rispetto ad altre, poi, si possono ricordare le varie "ramificazioni" dell'umanesimo, passando dall'umanesimo filologico all'umanesimo filosofico.
L'umanesimo, che trovò le sue basi nelle riflessioni dei filosofi greci sull'esistenza umana e in alcune opere tratte anche dal teatro ellenico, si avvalse anche dell'apporto della letteratura filosofica romana, in primis Cicerone e poi Seneca. Benché l'umanesimo propriamente detto sia stato quello italiano e poi europeo che si diffuse nel XV e nel XVI secolo (con limiti cronologici che conoscono talune differenze a seconda delle discipline) alcuni storici della filosofia utilizzarono questo termine anche per esprimere certe manifestazioni del pensiero all'interno del XIX e del XX secolo.

## Storiografia sull'umanesimo

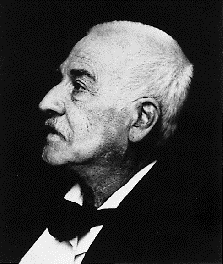
Jacob Burckhardt (Università di Basilea)

Il termine "umanesimo" fu coniato nel 1808 dal pedagogista tedesco Friedrich Immanuel Niethammer (1766-1848), col fine di valorizzare gli studi di greco e latino all'interno del curriculum studiorum. Da quel momento in avanti, il vocabolo humanismus cominciò a essere utilizzato nei circoli tedeschi degli specialisti di filologia e filosofia per tutto il corso del XIX secolo, tra i quali si ricordano il basilese Jacob Burckhardt, autore de Il rinascimento in Italia del 1860, e Georg Voigt, autore del Die Wiederbelebung des classischen Alterthums, oder das erste Jahrhundert des Humanismus, la cui seconda edizione ampliata (1880-81), tradotta da Diego Valbusa (Il Risorgimento dell'antichità classica ovvero il primo secolo dell'umanismo, 1888-90), rese familiare in Italia il termine. I contributi sulla storiografia umanista giunsero a piena maturazione però nel corso del XX secolo, grazie agli studiosi tedeschi naturalizzati americani Hans Baron (coniatore dell'umanesimo civile fiorentino) e Paul Oskar Kristeller, specializzato negli studi su Giovanni Pico della Mirandola e Marsilio Ficino. In terra italiana, dopo la ripresa avviata da Francesco de Sanctis nell'Ottocento, il magistero di filosofi quali Eugenio Garin da un lato, e gli studi compiuti da filologi come Giuseppe Billanovich e di Carlo Dionisotti dall'altro, permisero la nascita e il radicamento in terra italiana di una solida scuola di studi.

## Le radici: il pensiero classico sull'uomo

### La speculazione filosofica greca

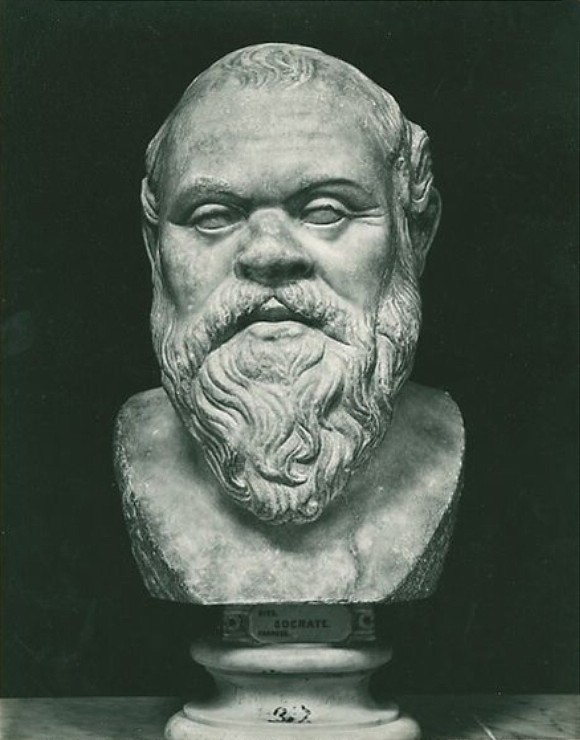
Busto del filosofo Socrate, oggi conservato al Museo archeologico nazionale di Napoli

La prima affermazione umanistica nella filosofia occidentale può essere riferita al filosofo sofista Protagora (V secolo a.C.) il quale, sulla base del frammento 80 B1 DK, affermò:
Questa affermazione spostò l'interesse filosofico dalla natura all'essere umano, che, da questo momento, diventò il personaggio centrale della speculazione filosofica. L'uomo, fin dagli albori della filosofia greca, è sempre stato al centro della speculazione filosofica fin dalla scuola ionica ed eleatica, con la differenza che prima era visto come parte della natura; poi, con l'avvento della sofistica prima e del socratismo platonico poi, l'attenzione si è spostata definitivamente sull'uomo in quanto tale e sulla sua realtà a prescindere dai rapporti con le forze della natura. Con Socrate e Protagora, difatti, si passò alla fase, nelle classificazioni date da Nicola Abbagnano e Giovanni Reale, "umanistica" o "antropologica", per cui l'indagine sull'uomo avviene attraverso la speculazione incentrata sulla sua dimensione ontologica e sul suo rapporto con gli altri uomini. Dopo la fine dell'età classica e l'inizio della stagione ellenistica, la riflessione sull'essere umano si spostò su problemi strettamente di carattere etico: Zenone di Cizio, fondatore dello stoicismo; Epicuro, fondatore dell'epicureismo; e lo scetticismo, corrente evolutasi da Pirrone per poi proseguire fino alla piena età romana, cercano di dare all'uomo un'etica pratica con cui affrontare la vita quotidiana e i dilemmi della sua stessa esistenza, tra cui la morte.

### Da Menandro a Seneca

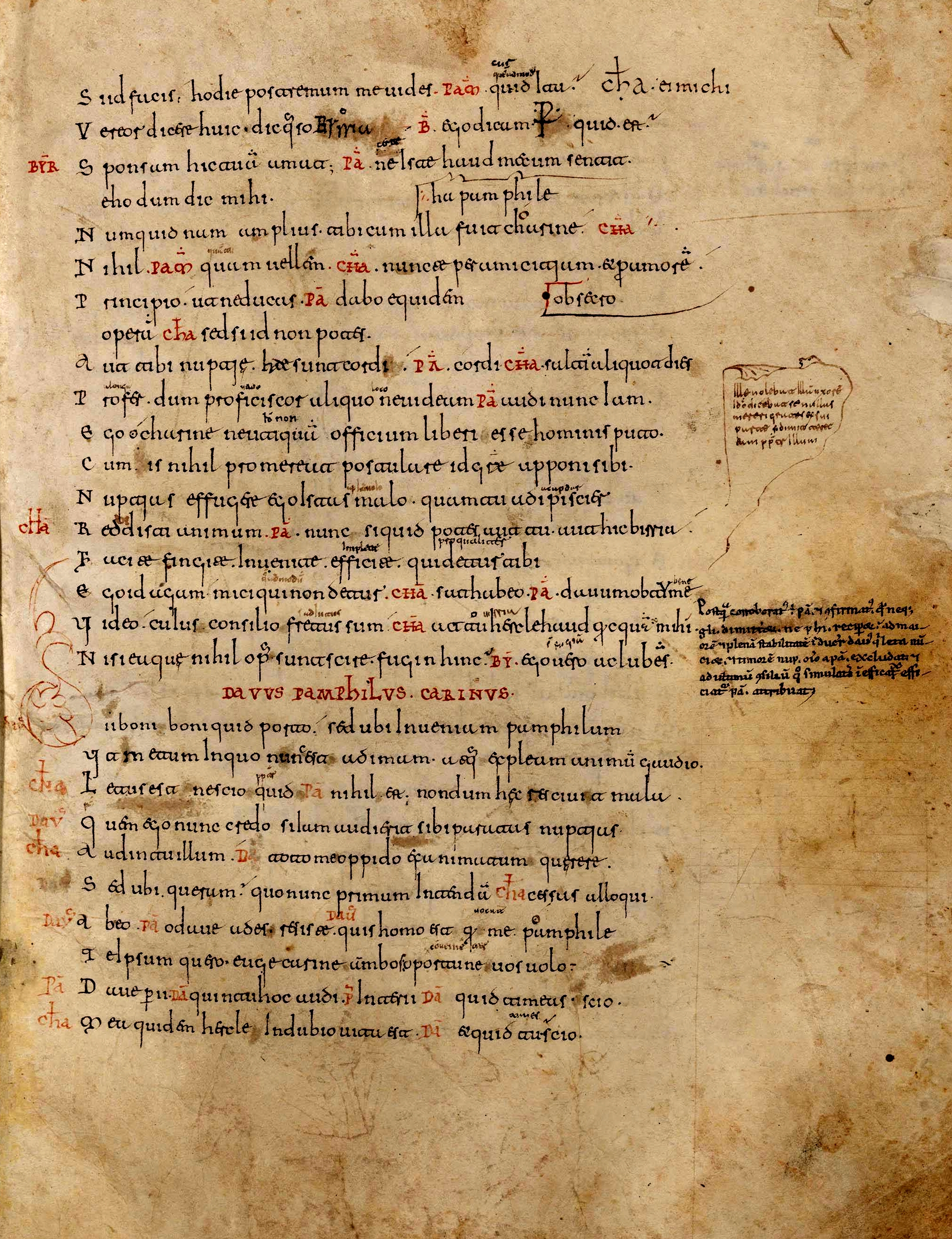
Terenzio, Commedie, codice dell'XI secolo contenente anche l'Heautontimorumenos. 96 fogli in pergamena, conservato nella Biblioteca Nazionale di Spagna, classificato Vitr/5/4.

Le opere di commediografi quali Menandro, rispetto ai dilemmi universali proposti da Eschilo, Sofocle ed Euripide, lasciano il posto ai rapporti interfamigliari quotidiani, incentrati specialmente sul rapporto padre-figlio: «fatterelli della vita quotidiana a sfondo sentimentale ed a lieto fine, messi in scena per puro scopo di intrattenimento». Tale accezione etica continua all'interno della cultura romana, sia letteraria-teatrale sia filosofica, imbevuta delle idee professate dalle scuole ellenistiche. A partire dal II secolo, infatti, il commediografo Publio Terenzio Afro, rifacendosi alla tradizione menandrea, elabora ulteriormente la funzione etica nel dramma teatrale, giungendo a stendere, nell'Heautontimorumenos, la celebre battuta: «Homo sum, humani nihil a me alienum puto», in cui:
(Pontiggia-Grandi, p. 308)
Lungo lo stesso filone etico-antropologico si pone all'interno della cultura filosofica romana, caratterizzata dall'eclettismo, coniugante in sé le varie filosofie ellenistiche. La proclamazione della virtù da parte di Cicerone nei suoi scritti e la dimensione elitaria e autosufficiente del saggio proclamata dallo stoico Seneca riportano inevitabilmente alla questione dei principi etici umani, intesi non come speculazione morale, ma come vita pratica. Tutte tematiche che affascineranno e conquisteranno, più di mille anni dopo, l'animo di Francesco Petrarca.

## Le origini dell'Umanesimo

### La proposta di Francesco Petrarca

#### La nascita della filologia moderna

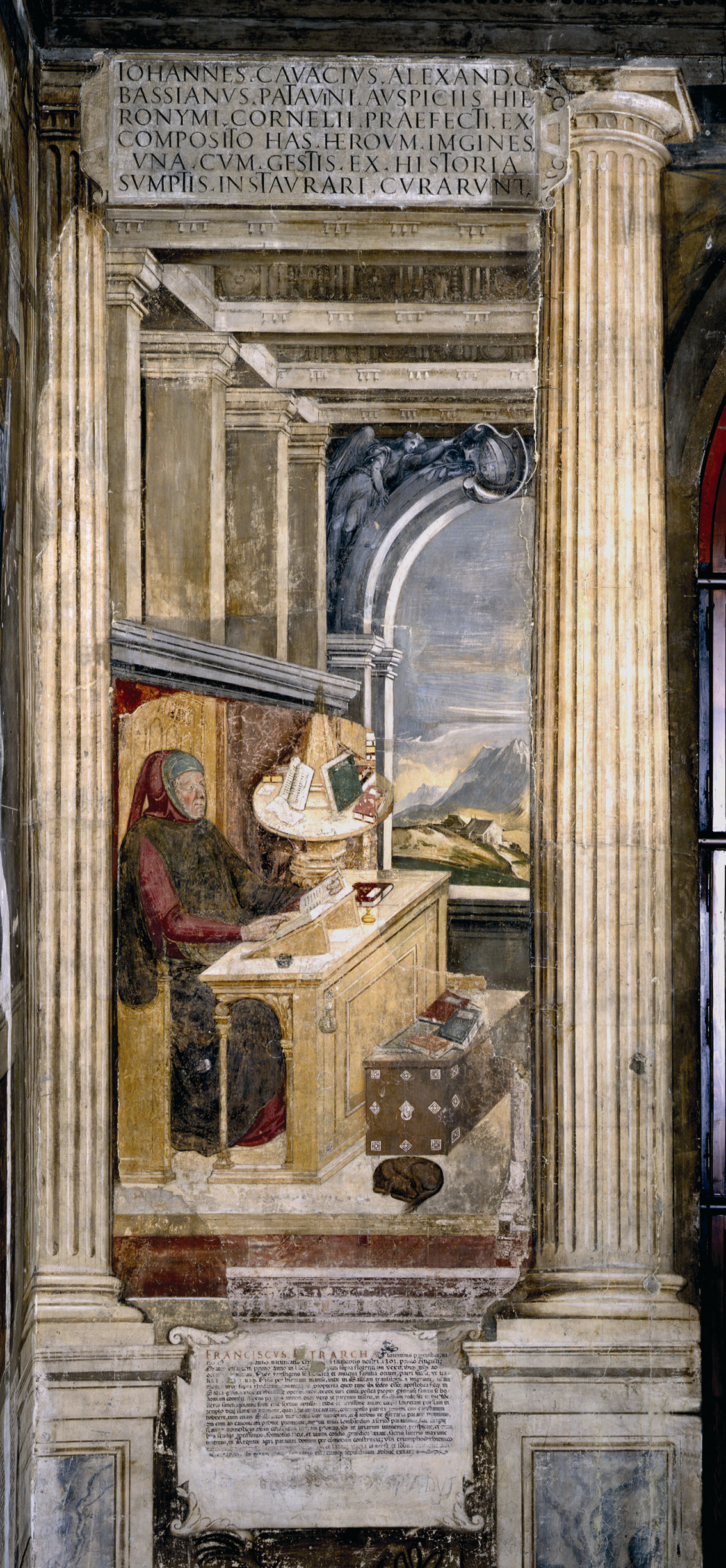
Anonimo, Francesco Petrarca nello studium, affresco murale, ultimo quarto del secolo XIV, Reggia Carrarese-Sala dei Giganti, Padova

Francesco Petrarca manifestò, fin da quando era un giovane esule italiano ad Avignone, un profondo amore per i classici latini, comprando sul mercato dell'antiquariato codici preziosi e cercando di ricostruire i tasselli dei poemi epici, da lui tanto amati, in collazioni che ne potessero ricostruire l'integrità originale. Ammiratore di Cicerone, di Virgilio e di Tito Livio, nel corso della sua vita l'Aretino consultò da cima a fondo le più importanti biblioteche capitolari dell'Europa cristiana, nella speranza di ritrovare quel patrimonio librario e spirituale da lui tanto amato.
Grazie ai numerosi viaggi in qualità di rappresentante della famiglia Colonna, Petrarca ebbe importanti legami umani ed epistolari con quei dotti che avevano accolto la sua proposta culturale, giungendo a estendere la sua rete a livello europeo: Matteo Longhi, erudito arcidiacono della Cattedrale di Liegi; Dionigi di Borgo San Sepolcro, erudito agostiniano operante prima ad Avignone e poi in Italia; il colto re di Napoli Roberto d'Angiò; il politico veronese Guglielmo da Pastrengo, chiave per la lettura delle Epistole ad Attico di Cicerone nella Biblioteca capitolare di Verona. Poi, durante le sue peregrinazioni in Italia, Petrarca attirò a sé altri intellettuali di varie regioni italiane, costituendo dei nuclei "proto-umanistici": Milano con Pasquino Cappelli; Padova con Lombardo della Seta; e infine Firenze.

#### La riscoperta della dimensione classica e l'antropocentrismo
Francesco Petrarca è uno dei fondatori dell'umanesimo. La netta spaccatura che egli operò rispetto al passato in materia filosofica e letteraria produsse la nascita di quel movimento rivoluzionario che spingerà la nuova élite intellettuale ad affermare la dignità dell'uomo in base alle proprie capacità intrinseche, l'autonomia identitaria della cultura classica e l'uso di quest'ultima per costruire un'etica in netta contrapposizione con la scolastica di stampo aristotelico, vista come lontana dal proposito di indagare la natura dell'anima umana. Lo studio di tale identità deve portare a una vivificazione dell'antico, consistente nello studio e culto della parola (vale a dire la filologia), da cui parte la comprensione dell'antichità classica con tutti i suoi valori etici e morali. Ugo Dotti sintetizza il programma culturale petrarchesco:
(Dotti, p. 534)

#### La modernità degli antichi e l'umanesimo cristiano
Conoscendo la mentalità degli antichi, resa possibile attraverso una titanica ricerca di manoscritti in tutte le biblioteche capitolari europee, Petrarca e gli umanisti poterono dichiarare che la lezione morale degli antichi fosse una lezione universale e valida per ogni epoca: l'humanitas di Cicerone non è diversa da quella di un sant'Agostino, in quanto esprimono gli stessi valori, quali l'onestà, il rispetto, la fedeltà nell'amicizia e il culto della conoscenza. Benché Petrarca e gli antichi fossero separati, con grande dispiacere del primo, dalla conoscenza del messaggio cristiano e quindi dal battesimo, Petrarca superò la contraddizione tra il "paganesimo" e la sua fede «attraverso la meditazione morale, che gli rivela una continuità tra pensiero antico e pensiero cristiano». Ancora, la scia tracciata da Petrarca e dai primi umanisti fedeli alla sua scuola seguirono questo dettame riassunto da Paul Renucci: «la "saggezza cristiana", nutrista insieme di patristica e di ciceronianesimo, più avanti di platonismo, non rappresenta, si può dire, che una sistemazione della filosofia morale derivata da altri pensatori pagani, anziché da Aristotele (la cui etica non è peraltro respinta), in una condotta di vita pubblica retta sempre dalla fedeltà alla religione stabilita», segnando quindi un connubio tra cristianesimo e platonismo.

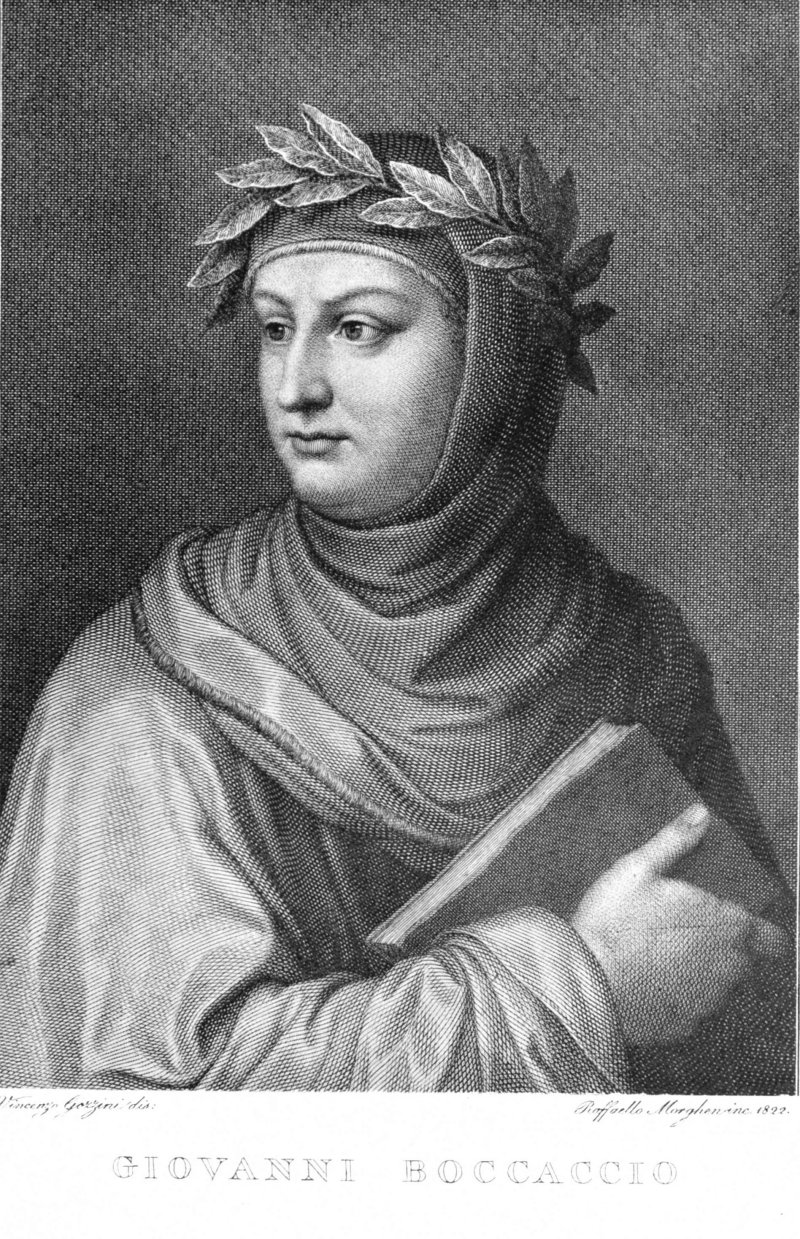
Raffaello Morghen, Giovanni Boccaccio, incisione (1822)

### Il ruolo di Giovanni Boccaccio

#### Il radicamento fiorentino e la rivalutazione del greco
Petrarca, nel corso della sua vita, ebbe importanti legami epistolari con i dotti che avevano accolto la sua proposta culturale. Il gruppo più nutrito di questi discepoli di Petrarca si trovava a Firenze: Lapo da Castiglionchio, Zanobi da Strada e Francesco Nelli costituirono il gruppo originario, cui ben presto si aggiunse anche Giovanni Boccaccio, ammiratore della fama che Petrarca aveva conquistato con la sua incoronazione in Campidoglio, nel 1341. Il sodalizio fra i due intellettuali, incominciato nel 1350 e durato fino alla morte del Petrarca nel 1374, permise a Boccaccio di acquisire appieno la mentalità umanistica e, nel contempo, anche quegli strumenti filologici necessari per il recupero e l'identificazione dei manoscritti.
Boccaccio, divenuto in poco tempo il principale referente dell'umanesimo a Firenze, si dimostrò (al contrario di Petrarca) profondamente interessato alla lingua e alla cultura greca, di cui apprese i rudimenti dal frate calabrese Leonzio Pilato e ne gettò la semenza nei suoi allievi fiorentini. Fedele al messaggio umanista, Boccaccio affidò quest'eredità culturale al gruppo di giovani studiosi che erano soliti ritrovarsi nella basilica agostiniana di Santo Spirito, tra i quali spiccava per importanza il notaio e futuro cancelliere Coluccio Salutati.

## Caratteristiche dell'umanesimo italiano

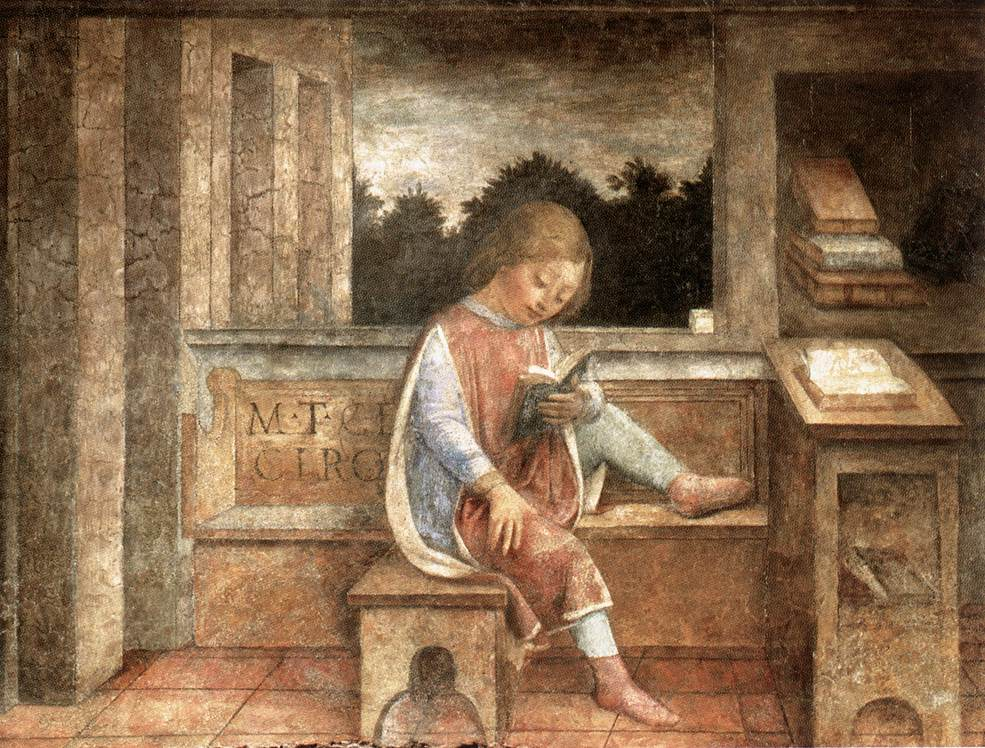
Vincenzo Foppa, Fanciullo che legge Cicerone. Quest'affresco, datato intorno al 1464, proveniva dal Banco Mediceo presente a Milano e denotava la profonda venerazione che si teneva nei confronti del retore e filosofo Marco Tullio Cicerone, ammirato e celebrato quale massimo prosatore latino dagli umanisti.

### Umanesimo di primo e secondo Quattrocento
L'umanesimo del XV secolo, forgiato dalla presenza di umanisti dai tratti personali e dagli interessi più variegati, vide nella proposta petrarchesca e poi boccacciana la base comune su cui dare vita al progetto culturale dei due grandi maestri del XIV secolo. Oltre, però, alla diffusione capillare dell'umanesimo in varie forme e usi, l'umanesimo quattrocentesco vide un'evoluzione che lo portò a sviluppare interessi e direzioni talvolta antitetiche rispetto ai primi decenni del secolo, a causa anche di fattori esogeni quali l'instaurazione delle signorie e il rafforzamento del platonismo a livello filosofico.
L'intellettuale del tempo fu costretto a confrontarsi con una realtà storica caratterizzata dalla crisi del comune medievale e, come appena detto, dalla nascita delle signorie, mentre in Europa si stavano affermando le monarchie nazionali. Gli intellettuali del tempo, per potersi dedicare alla libera ricerca intellettuale, scelsero di legarsi a una corte. Tale scelta comportò alcune conseguenze: si accentuarono gli elementi aristocratici della loro cultura (si scriveva a un pubblico ristretto di iniziati); si allentarono i legami con la comunità urbana (la vita in campagna era sentita più congeniale agli "ozi" letterari); si ruppero i legami fra la ricerca e l'insegnamento.

#### Il "primo" umanesimo

##### L'ansia di riscoperta degli antichi e la collaborazione tra gli umanisti
L'umanesimo della prima metà del secolo è caratterizzato, in generale, da una vitalità energica nel diffondere la nuova cultura, energia che si esplica attraverso varie direttrici: dal recupero dei manoscritti nelle biblioteche capitolari alla diffusione delle nuove scoperte grazie a intense opere di traduzione dal greco al latino; dalla promozione del messaggio umanistico presso i centri del potere locale alla creazione di circoli e accademie private dove i simpatizzanti dell'umanesimo si riunivano e si scambiavano notizie e informazioni. Le scoperte e i progressi dei vari umanisti non rimanevano circoscritti all'interno di un'area geografica ben precisa, ma venivano diffusi, attraverso fitti scambi epistolari basati sul latino di Cicerone, su scala nazionale, promuovendo in tal senso il genere dell'epistolografia come mezzo principe di informazione. Un esempio di questo scambio di informazioni continue tra umanisti nella riscoperta degli antichi autori è rappresentato dalla celebre lettera di Poggio Bracciolini a Guarino Veronese in occasione della riscoperta di un codice di Quintiliano contenente l'Institutio Oratoria nell'abbazia di San Gallo in Svizzera, ove si trovava per partecipare al Concilio di Costanza (1413-1417). In questa lettera, infatti, Poggio non parla tanto della scoperta di un libro, quanto dello stesso Quintiliano uomo trovato «ita laceratus...ita circumcisus, culpa, ut opinor...nullus habitus hominis in eo recognoscerent», cioè «così lacerato, così mutilato, credo...che in lui non si riconosceva alcuna foggia, alcun aspetto d'uomo».

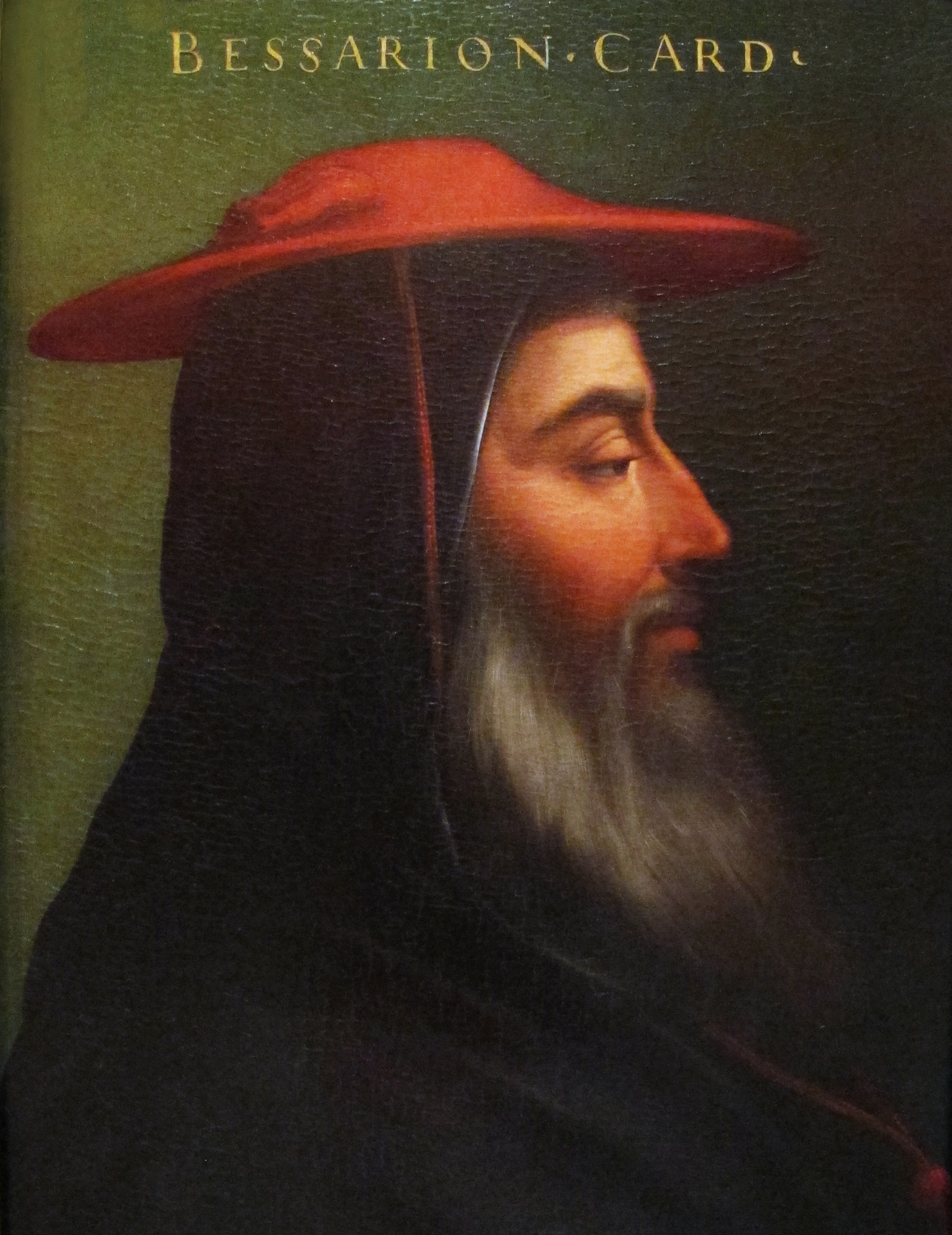
Cristofano dell'Altissimo, ritratto del cardinale Basilio Bessarione, XVI secolo.

##### La rinascita del greco: Crisolora, Gemisto Pletone e il Cardinale Bessarione
Sulla scia di quanto fatto da Giovanni Boccaccio, il ritorno in auge del greco antico in Italia prima e nel resto d'Europa poi furono merito di alcuni intellettuali bizantini giunti in Italia per chiedere soccorso all'Occidente contro la minaccia ottomana. Manuele Crisolora e Demetrio Cidone, giunti a Venezia, incontrarono il fiorentino Roberto de' Rossi, amico del cancelliere di Firenze Coluccio Salutati. Il Salutati, desideroso di proseguire l'iniziativa del maestro Boccaccio, fece sì che la Signoria facesse ottenere a Crisolora una cattedra di greco presso lo studium fiorentino. Il magistero di Crisolora fu fondamentale per la corretta esegesi e traduzione dei testi greci in latino, in quanto non solo si fermò a Firenze ma si recò anche a Milano (1400-1403) presso Uberto Decembrio dove tradusse in parte La Repubblica di Platone e diede ai suoi discepoli dei manuali scritti da lui chiamati Erotemata. I legami tra Costantinopoli e gli umanisti italiani si accrebbero sempre più (alcuni quali Guarino Veronese, Giovanni Aurispa e Francesco Filelfo partirono alla volta della capitale dell'Impero Bizantino) finché non si giunse al Concilio di Firenze del 1439, ove intervennero dotti provenienti dall'Oriente ellenico quale il neoplatonico Giorgo Gemisto Pletone, la diffusione del cui pensiero inspirò Cosimo il Vecchio de' Medici la costituzione di un'Accademia neoplatonica affidandola a Marsilio Ficino, e il futuro cardinale Bessarione il quale ebbe il merito di aver salvato, dopo la caduta di Costantinopoli nel 1453, molti manoscritti greci e di averli trasportati in Italia.

##### Categorizzazioni
Per una categorizzazione degli interessi in particolare si spazia, pertanto, da un umanesimo incentrato sulla scoperta, l'analisi e la codificazione dei testi (umanesimo filologico) a un umanesimo propagandistico incentrato sulla produzione di testi volti a celebrare la libertà umana e a esaltarne la natura tramite l'influsso del neoplatonismo (umanesimo laico e filosofico); da un umanesimo volto a esprimere le linee politiche del regime di appartenenza (umanesimo civile veneto, fiorentino e lombardo), a uno invece più preoccupato di conciliare i valori dell'antichità con quelli del cristianesimo (umanesimo cristiano). La categorizzazione non dev'essere però resa fissa e statica, ma serve per comprendere i vari interessi su cui si incentrarono gli umanisti del primo Quattrocento: difatti, più "anime" dell'umanesimo si possono ritrovare nell'opera di un determinato umanista, come dimostra l'eclettismo e la varietà d'interessi dimostrata da un Lorenzo Valla o da un Leon Battista Alberti.

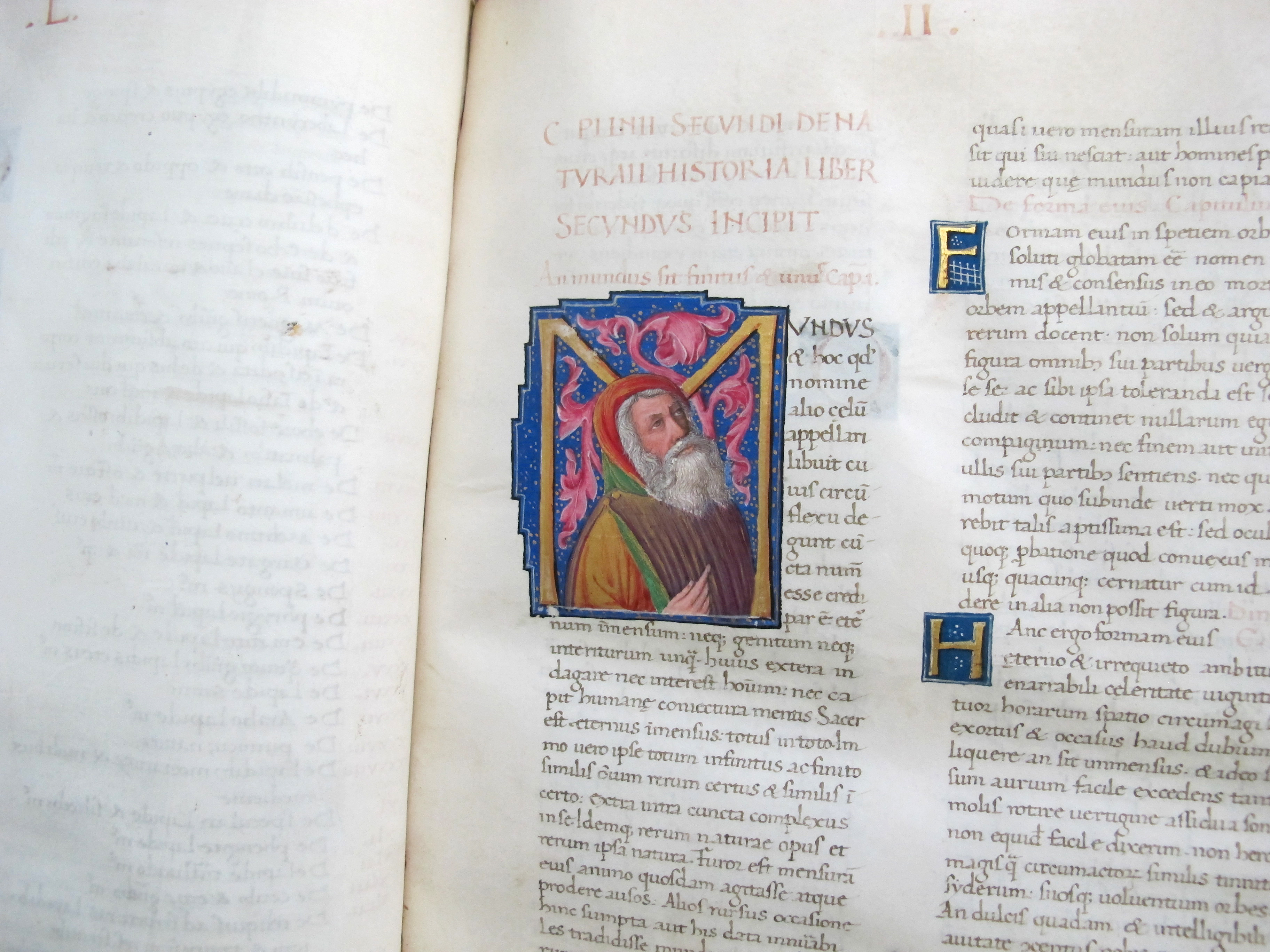
Plinio il Vecchio, Naturalis historia, 1446, manoscritto S.XI.1, opera del copista Jacopo da Pergola e conservato alla Biblioteca Malatestiana di Cesena

#### Il "secondo" umanesimo
A partire però dell'affermazione definitiva delle Signorie sui regimi municipali e repubblicani (come l'ascesa dei Medici a Firenze, quella degli Sforza a Milano, l'umanesimo meridionale nato dopo decenni di anarchia politica), coincidente con gli anni '50 e '60, il movimento umanistico perse quest'energia propulsiva ed eterogenea a favore, invece, di una staticità cortigiana e filologica. Così Guido Cappelli descrive il cambiamento tra le due stagioni:
(Cappelli, pp. 20-21)

##### La fine del monolinguismo e l'umanesimo volgare

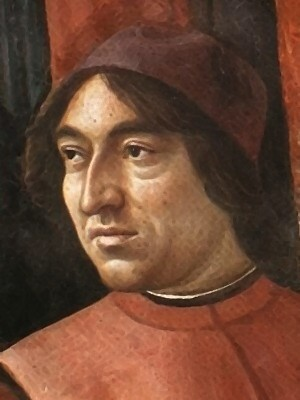
Domenico Ghirlandaio, Angelo Poliziano, particolare tratto da Zaccaria nel Tempio, affresco, 1486-1490, Cappella Tornabuoni in Santa Maria Novella, Firenze. Il Poliziano, oltre a essere uno squisito filologo classico, fu anche poeta eccellente in volgare, e tra i promotori culturali dell'umanesimo volgare.

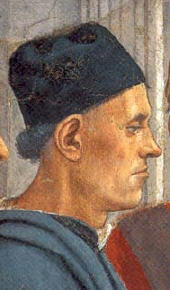
Filippino Lippi, Luigi Pulci, affresco, Cappella Brancacci. Il Pulci fu uno dei letterati fautori con Lorenzo il Magnifico e Angelo Poliziano del ritorno del volgare nella cerchia letteraria di fine '400.

Il recupero dell'antichità e il principio cardine dell'imitazione dei classici (l'imitatio ciceroniana) favorirono, nell'ambiente della cultura quattrocentesca, il dominio del latino quale veicolo comunicativo esclusivo dell'umanesimo. Di questo periodo, abbiamo in volgare soltanto le Vite di Dante e di Petrarca del Bruni del 1436, e l'infelice esito del Certamen coronario organizzato, col patrocinio di Piero di Cosimo de' Medici, da Leon Battista Alberti nel 1441. Esiliato da Firenze per l'ostilità che incontrò sia nel vecchio Bruni sia in Cosimo de' Medici, l'Alberti compose, con tutta probabilità, la Grammatichetta vaticana (chiamata anche Regole della lingua volgare, 1442) il primo manuale di grammatica della lingua volgare italiana, sottolineando che in questa lingua hanno scritto grandi scrittori e che quindi ha la stessa dignità letteraria della lingua latina.
Prima che, però, si veda un sistematico ritorno del volgare quale lingua della cultura e della poesia, bisognerà aspettare almeno gli anni settanta, allorché nella roccaforte dell'umanesimo italiano, Firenze, la poesia volgare riprese vigore grazie alla politica culturale di Lorenzo il Magnifico, che con il patronato alle Stanze del Poliziano e al Morgante del Pulci intendeva esportare la produzione lirica toscana nel resto d'Italia, sancendone così la superiorità. Il più esplicito segno di questa rinascita del volgare è costituito dal regalo a Federico d'Aragona, Raccolta aragonese, un'antologia letteraria preparata da Poliziano su commissione di Lorenzo in cui si mettono a confronto i grandi poeti toscani dal Trecento fino a Lorenzo stesso, con i classici. Quest'operazione politica e culturale nel contempo, che segna la nascita dell'umanesimo volgare, è richiamata con orgoglio dal Poliziano stesso in una missiva che fungeva da premesse alla raccolta:

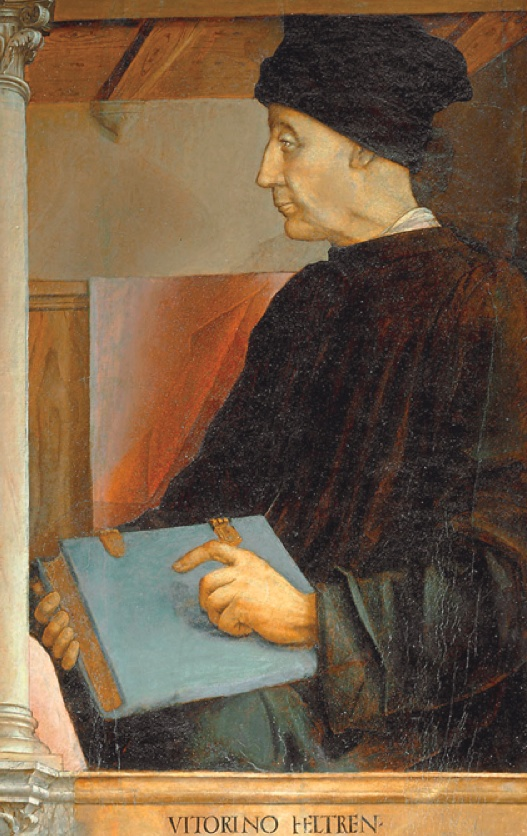
Giusto di Gand e Pedro Berruguete, Vittorino da Feltre, olio su tavola, 1474, Museo del Louvre, Parigi

(Agnolo Poliziano in Guglielmino-Grosser, p. 260)

### La pedagogia umanista
Il programma scolastico adottato dai primi teorici pedagogici dell'umanesimo, vale a dire Guarino Veronese (allievo a sua volta di Giovanni Conversini) e Vittorino da Feltre, rifletteva una rivoluzione metodologica rispetto all'insegnamento medievale. La pedagogia umanista, adottando, sul modello platonico, il dialogo come mezzo di conoscenza, intendeva coinvolgere lo studente nel processo di apprendimento tramite un clima cordiale e di dolcezza, abolendo in toto la violenza fisica.
Il programma pedagogico umanista prevedeva lo studio diretto dei classici (il latino veniva imparato direttamente sul testo, e non affidandosi all'eccessiva teoria grammaticale medievale; il greco, invece, era studiato sugli Erotemata del Crisolora), per poi addentrarsi nell'ambito letterario e poi nelle scienze degli studia humanitatis: storia, filosofia morale (che si basava sull'Etica Nicomachea di Aristotele), filologia, storiografia e retorica. Inoltre, venivano reintrodotti gli esercizi fisici nei programmi scolastici, in quanto oltre all'anima, bisognava che anche il corpo fosse giustamente allenato, in nome della completezza umana. Questo percorso di studi, basato teoricamente sul De liberis educandis di Plutarco, doveva formare un uomo virtuoso e un cristiano convinto della propria fede, perché potesse poi gestire al meglio lo Stato secondo onestà e rettitudine morale.

## La geografia umanistica italiana

### L'umanesimo fiorentino

L'Italia nel 1494, agli albori della campagna di Carlo VIII. La cartina mostra i vari Stati in cui era divisa la penisola

Tra la morte di Boccaccio (1375) e l'ascesa di Cosimo de' Medici (1434), il Comune di Firenze accentuò ulteriormente il carattere oligarchico delle sue istituzioni. Sconvolta dalle lotte intestine tra le classi sociali nella metà del XIV secolo, e quest'ultime acuitesi negli ultimi anni in seguito a una grave crisi economica sfociata nella rivolta dei Ciompi (1378), le vecchie magistrature comunali diventarono monopolio di poche famiglie aristocratiche, tra le quali primeggiò quella degli Albizzi. Nei decenni successivi, Firenze acuì questa sua sfaccettatura oligarchica (statuti del 1409-1415) determinando l'insoddisfazione di quel popolo minuto messo a tacere dopo la fallimentare esperienza rivoluzionaria del 1378. Di questo stato di insofferenza sociale approfittò il ricchissimo mercante Cosimo de' Medici, latore delle richieste popolari e acerrimo nemico degli Albizzi. Esiliato per volontà degli Albizzi, Cosimo riuscì nel 1434 a rientrare a Firenze grazie al sostegno dei suoi partigiani e del popolo minuto, instaurando quella “cripto-signoria” che perdurerà fino al 1494.

#### Dall'umanesimo civile a quello mediceo

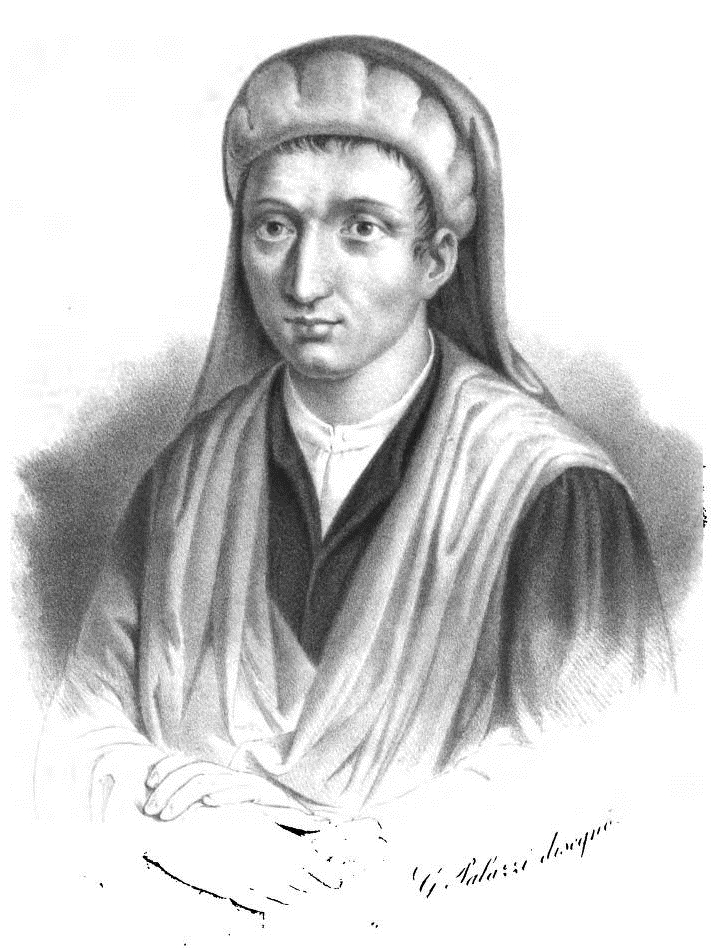
Ritratto immaginario di Leonardo Bruni, opera di G. Palazzi

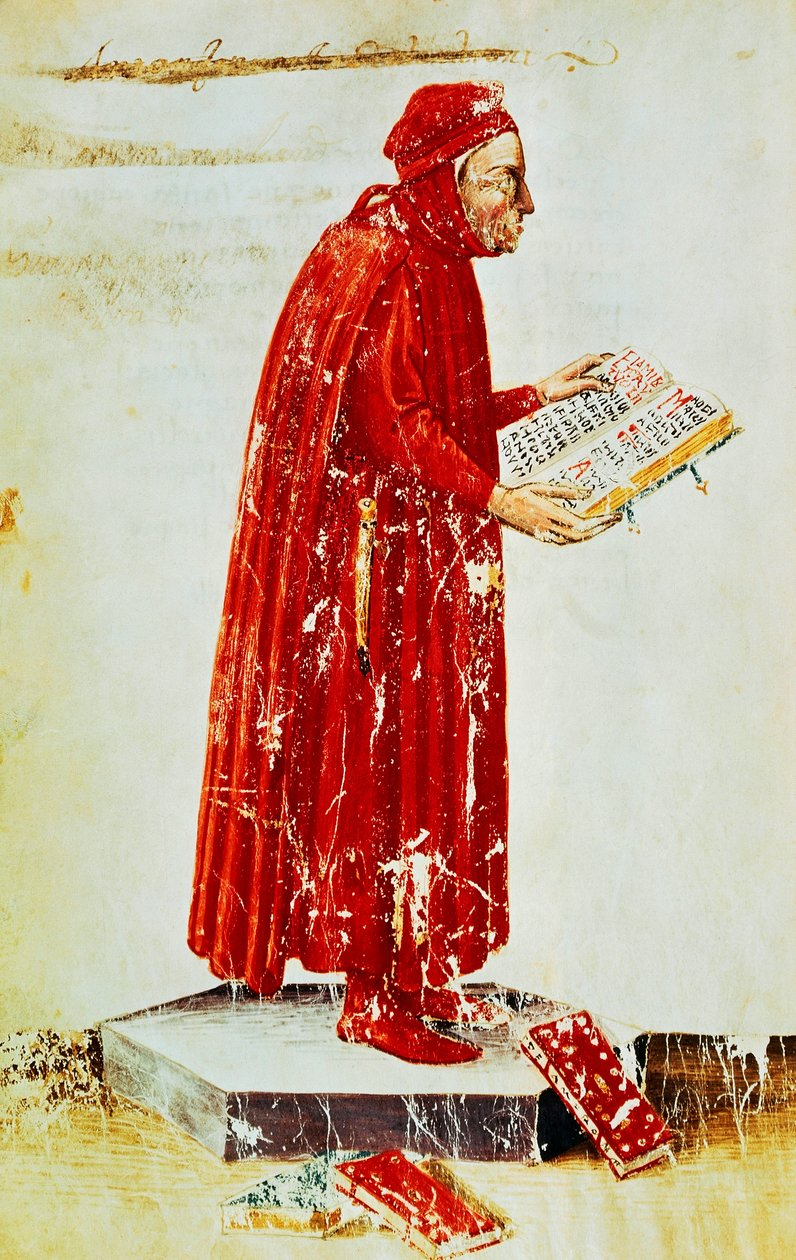
Coluccio Salutati

In seguito al magistero di Boccaccio e di Petrarca sul circolo dei preumanisti fiorentini, il nuovo movimento culturale assunse connotati ben precisi in relazione alla costituzione repubblicana della città, dando avvio alla prima fase dell'umanesimo fiorentino, denominato "civile". Questa linea programmatica si declinò nell'impegno politico di Coluccio Salutati (1332-1406), cancelliere di Firenze dal 1374 fino alla morte (1406) e animatore del circolo umanista di Santo Spirito, e di Leonardo Bruni poi (1370-1444), entrambi entusiasti patroni delle lingue classiche come veicolo di diffusione della cultura.

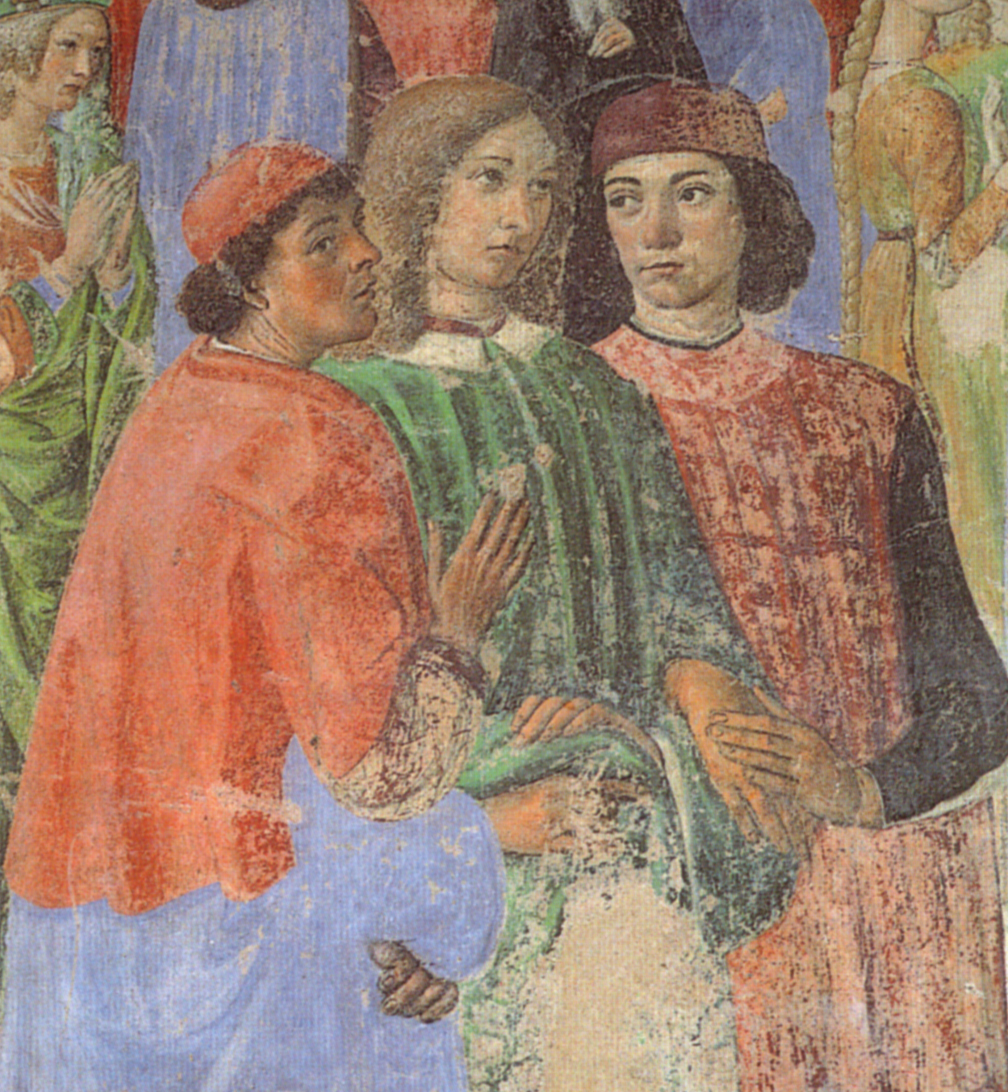
Marsilio Ficino, Giovanni Pico della Mirandola e Agnolo Poliziano, ritratti da Cosimo Rosselli nella Cappella del Miracolo del Sacramento a Firenze

Coluccio Salutati, il trait d'union tra i protoumanisti Petrarca e Boccaccio e la prima generazione degli umanisti, è considerato come il maestro indiscusso dell'umanesimo fiorentino grazie al coordinamento del gruppo di Santo Spirito e ponte tra la stagione delle due corone fiorentine e quella più matura del pieno Quattrocento, esaltò perennemente il modello della costituzione fiorentina, basata sulla libertas e l'autodeterminazione personale propri della Repubblica Romana, contro la tirannide assoluta del Visconti (incarnante invece la schiavitù dell'Impero). Erede dell'umanesimo civile del Salutati fu proprio Leonardo Bruni (1370-1444), chiamato anche Leonardo Aretino per le sue origini. Attivo al concilio di Costanza quale legato papale di Giovanni XXIII, Bruni ottenne solo nel 1416 la cittadinanza fiorentina, e nel giro di un decennio diventò cancelliere (1427), carica che mantenne fino alla morte nonostante la vittoria del partito mediceo. Profondo conoscitore del greco antico, instancabile traduttore da questa lingua in latino fin dalla giovinezza, Leonardo Bruni manifestò con ancor più vigore ed efficacia l'eccellenza del modello sociopolitico fiorentino rispetto a Salutati, culminante nella Historia florentini populi. A fianco della produzione esclusivamente latina del Salutati e del Bruni, bisogna ricordare anche la figura di Matteo Palmieri, agiato mercante fiorentino che, negli anni trenta, redasse in volgare quello che è considerato il manifesto dell'umanesimo civile, il trattato La libertà fiorentina.
Con l'avvento al potere di Cosimo de' Medici, l'umanesimo civile lasciò il posto a una forma di umanesimo in cui prevaleva la dimensione elitaria, astratta e contemplativa. Cosimo, detentore del potere effettivo a Firenze, favorì un umanesimo che fosse al servizio della sua causa politica e che non formasse una nuova classe dirigente autonoma ispirata ai più puri valori repubblicani. Offrendo la protezione a intellettuali cortigiani quali Carlo Marsuppini, Ciriaco d'Ancona, Niccolò Niccoli, Vespasiano da Bisticci e, non ultimo per importanza, al filosofo neoplatonico Marsilio Ficino, la cui influenza sulla cultura fiorentina fu determinante nello spostamento degli interessi umanistici dalla partecipazione politica alla contemplazione filosofica e cristiana, Cosimo diede una svolta alla cultura fiorentina, che culminerà con la stagione laurenziana e i suoi protagonisti più importanti: Pico della Mirandola, Cristoforo Landino e Agnolo Poliziano. Negli affreschi della Cappella dei Magi di palazzo Medici Riccardi, Benozzo Gozzoli ci ha lasciato i ritratti di vari umanisti, tra cui:
- Marsilio Ficino, primo traduttore delle opere complete di Platone in latino e fondatore dell'Accademia neoplatonica di Firenze;
- Giorgio Gemisto Pletone, filosofo neoplatonico bizantino, che influì sulla riscoperta di Platone nella cultura umanistica;
- Ciriaco d'Ancona, che per la sua attività di ricerca di testimonianze storiche, realizzata in numerosi paesi del Mediterraneo, nel tentativo di salvarle dall'oblio e dalla distruzione, è considerato, anche dai suoi stessi contemporanei, pater antiquitatis, il fondatore o "padre dell'archeologia". Oggi è perciò considerato internazionalmente il fondatore in senso generale dell'archeologia[75], mentre Winckelmann, con la pubblicazione della "Storia delle arti del disegno presso gli antichi", è considerato il fondatore dell'archeologia moderna[75].

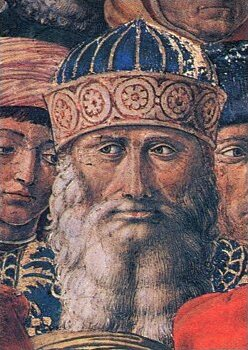
Giorgio Gemisto Pletone (Benozzo Gozzoli, Cappella dei Magi)
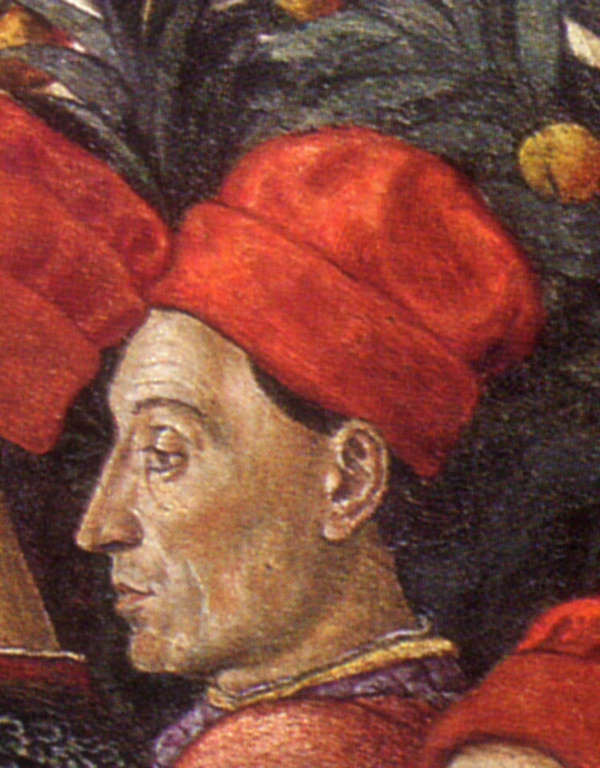
Ciriaco d'Ancona (Benozzo Gozzoli, Cappella dei Magi)
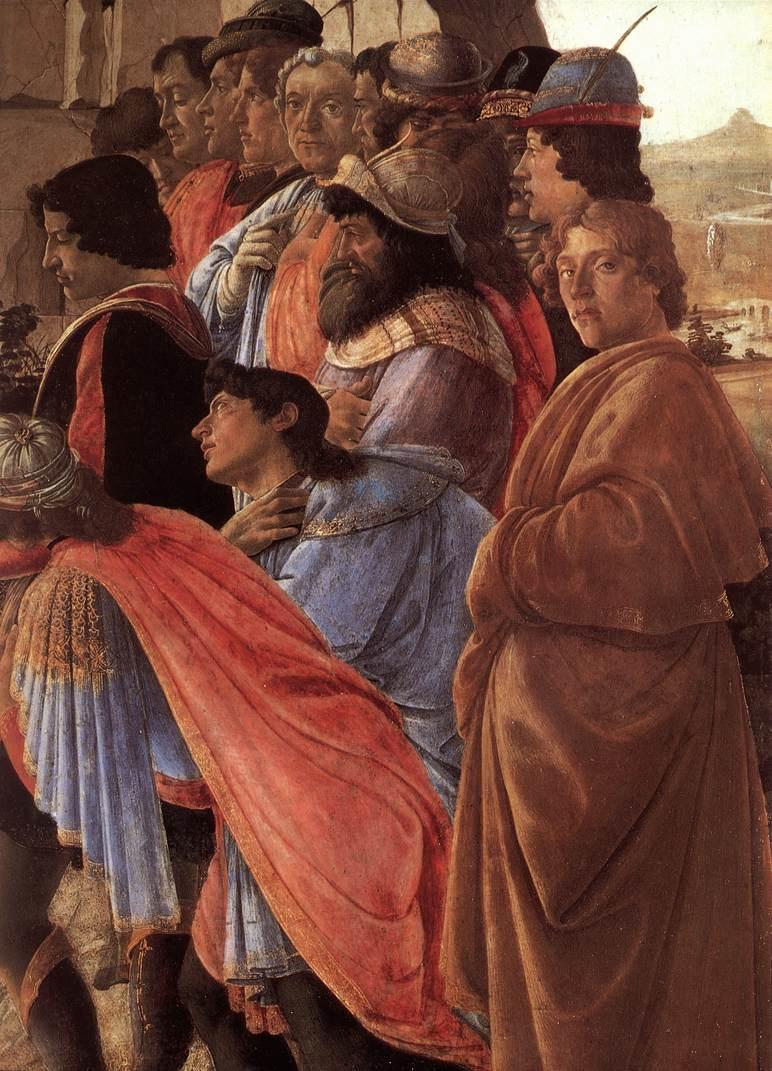
Teodoro Gaza,con la barba (Sandro Botticelli, Adorazione dei Magi)
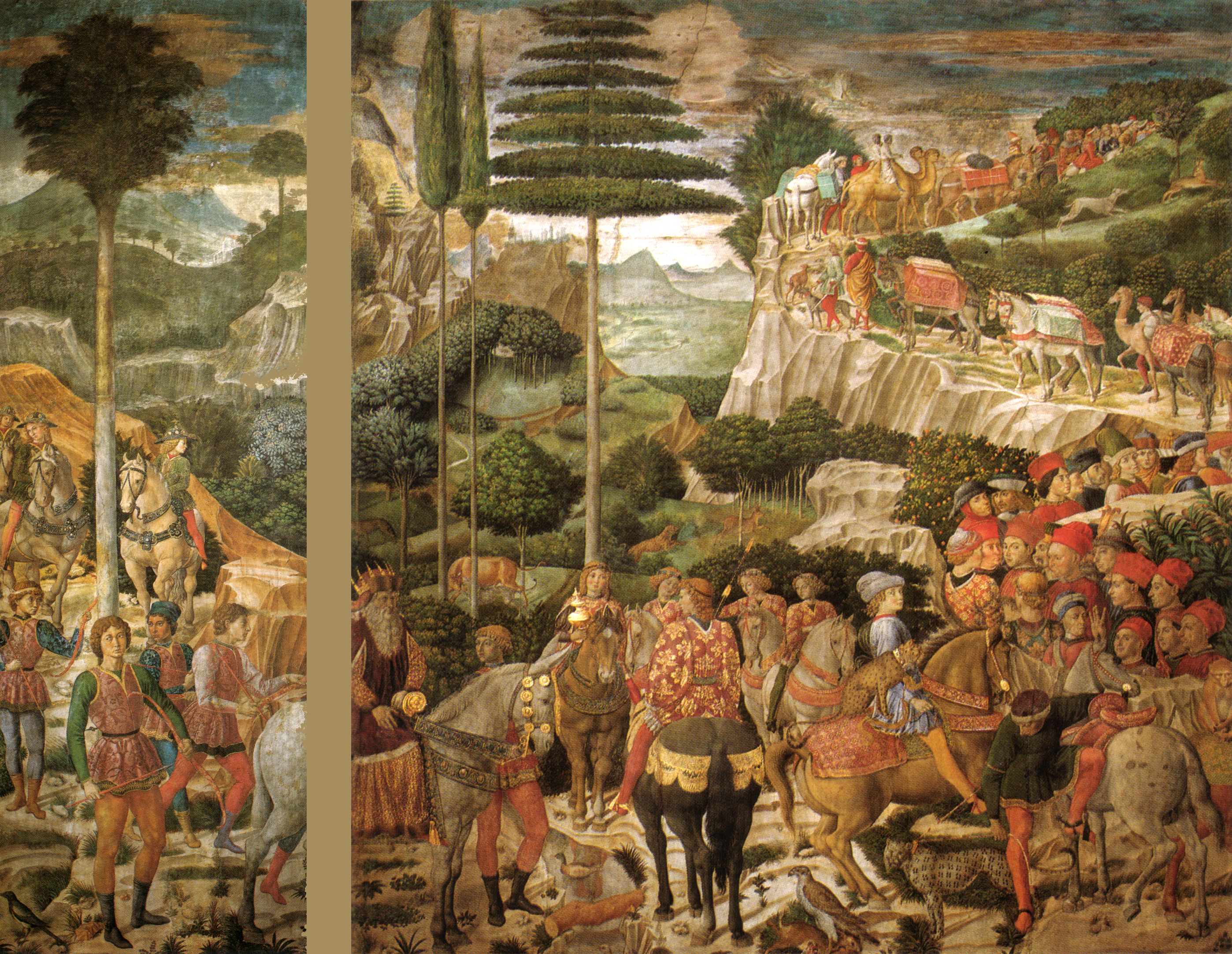
La Cappella dei Magi, con ritratti di vari umanisti: la parete ovest.
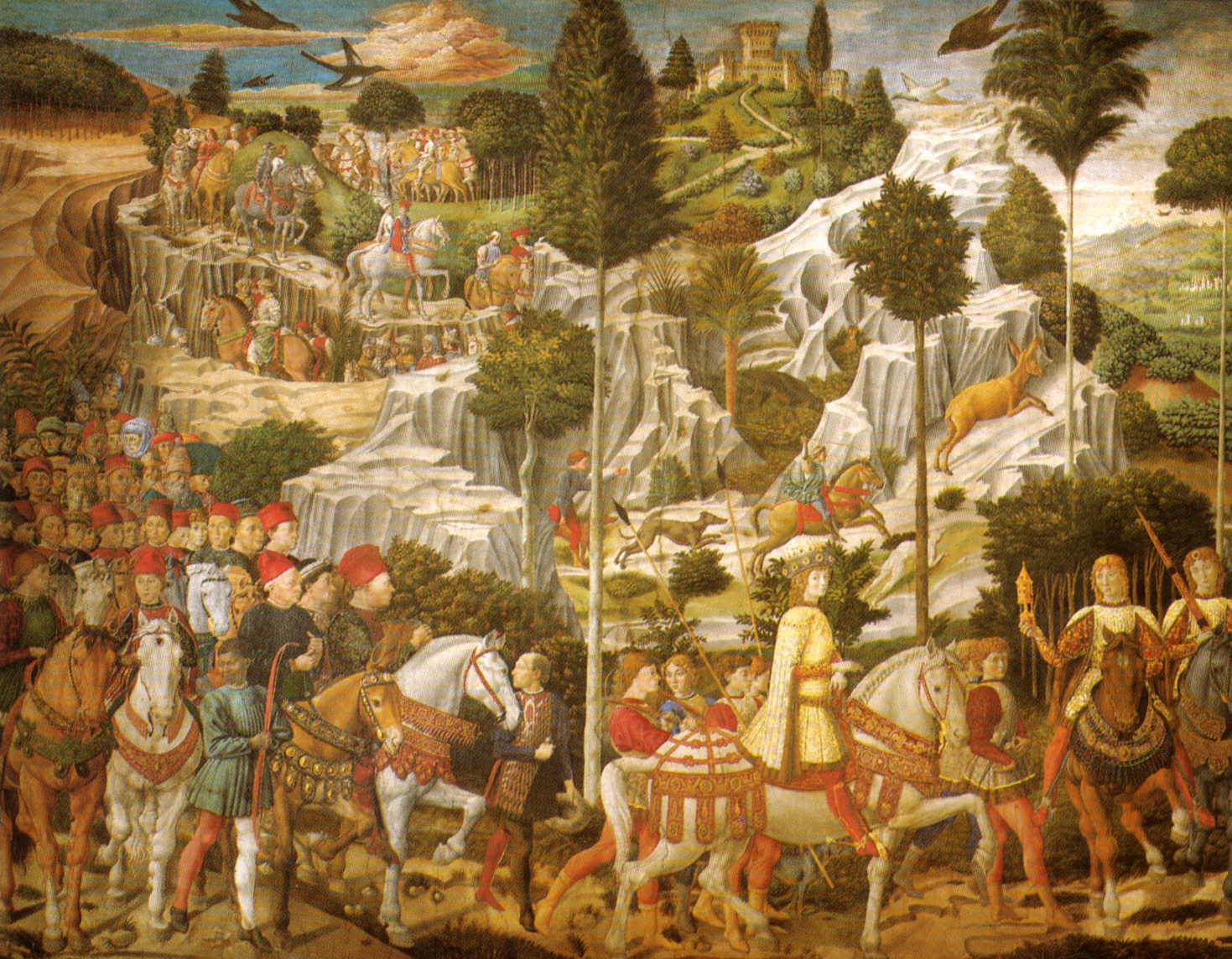
La parete est.

### L'umanesimo veneziano

#### Un umanesimo politico, pedagogico e religioso

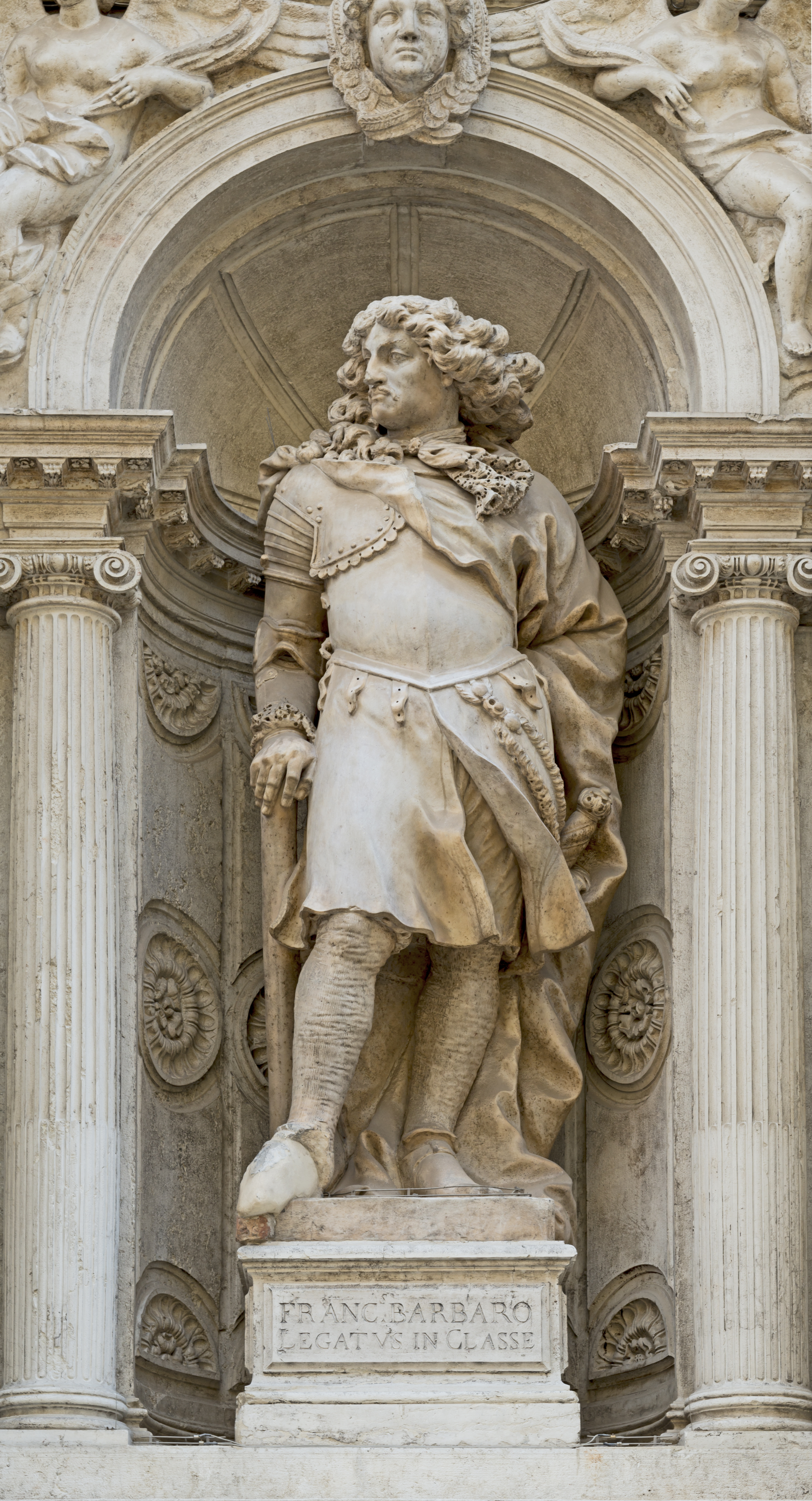
Francesco Barbaro, politico e umanista di primo piano nella Venezia del primo Quattrocento

L'umanesimo veneziano si può inquadrare, nella sua declinazione geo-politica, in un umanesimo politico non molto dissimile da Firenze. Differenza tra i due modelli repubblicani fiorentino e veneziano consisteva nella flessibilità delle classi sociali, elemento che a Venezia non esisteva rendendola una repubblica nobiliare.
In seguito all'espansione militare sulla terraferma e l'acquisizione di Verona, Padova e Vicenza, la Serenissima permise la fusione della coscienza umanistica con la volontà di rendere prestigioso lo Stato, con l'intento di formare future classi dirigenti che sostenessero, in chiave letteraria, la grandezza della patria. In questo senso, promotori della pedagogia statale furono da un lato Pier Paolo Vergerio il vecchio (1370-1444), dall'altro il patrizio veneto Leonardo Giustinian (1388-1446), fervente promotore del programma scolastico propugnato dal Vergerio e dal Barbaro e amico di Flavio Biondo e Francesco Filelfo. Insieme al Giustinian e al Vergerio, si unisce la figura dell'altro patrizio Francesco Barbaro (1390-1454) considerato il «campione dell'interesse della classe dirigente della Serenissima per la nuova cultura». Barbaro si dedicò anima e corpo alla progettazione concreta dell'umanesimo politico veneziano tramite l'attività politica (procuratore di San Marco nel 1452) e quella letteraria. Tra i lavori principali di questo periodo ricordiamo il De re uxoria, trattatello famigliare in cui Barbaro sottolinea l'importanza della madre nell'educazione del bambino secondo i costumi patrii.

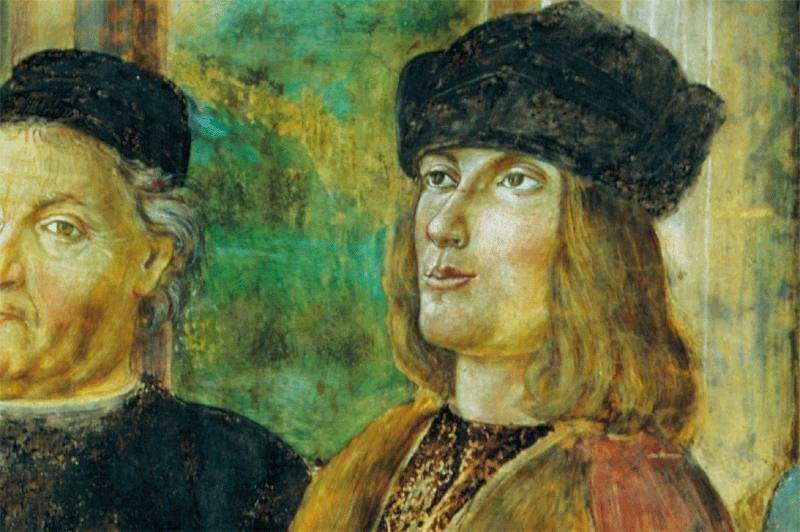
Bernardino Loschi, Aldo Manuzio (a destra) con il principe di Carpi Alberto III Pio, affresco, 1510, Castello dei Pio, Carpi (Modena)

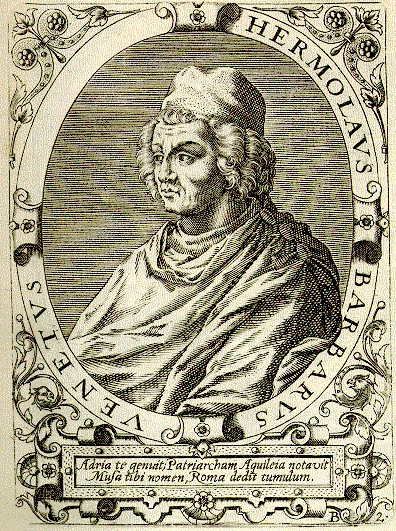
Jean-Jacques Boissard e Johann Theodor de Bry, Ermolao Barbaro il Giovane, incisione, 1597 ca.

Non si devono dimenticare anche Vittorino da Feltre e Guarino Veronese, le cui esperienze pedagogiche valicarono i confini veneti, andando il primo a insegnare a Mantova presso la corte di Gianfrancesco Gonzaga; l'altro, divenendo il precettore di Leonello d'Este. Risultato di questi sforzi fu una vera e propria proliferazione di scritti celebrativi di Venezia e del suo sistema di governo. Tra i più significativi prodotti dell'umanesimo veneto si ricorda quello di Lauro Quirini (1420-1479) che, con il trattato De Nobilitate, esaltava la funzione dell'aristocrazia. Altro elemento fondamentale dell'umanesimo veneziano fu la forte dimensione religiosa che, al contrario di quanto avvenne a Roma o a Firenze, non determinò una fusione tra gli elementi paganeggianti della nuova cultura e il cristianesimo. Grazie all'azione di alcuni religiosi colti, quali Lorenzo Giustiniani e Ludovico Barbo, l'interesse per l'antichità classica andò di pari passo con l'aspetto dottrinale, contribuendo allo sviluppo dell'umanesimo cristiano.

#### Il secondo Quattrocento: Ermolao Barbaro e Aldo Manuzio
Il secondo Quattrocento vide il consolidarsi delle prospettive del Giustiniani e del Vergerio in merito all'educazione. Il critico letterario e filologo Vittore Branca parla degli ultimi decenni del XV secolo a Venezia come un periodo aureo per lo sviluppo delle arti, della letteratura, della filosofia e, soprattutto, della nascente editoria libraria. Quest'ultima, dopo l'impulso dato da Johannes Gutenberg a Magonza nel 1450, si diffuse rapidamente a Venezia prima per opera di alcuni editori tedeschi e francesi e, a partire dal 1490, grazie all'azione di Aldo Manuzio, inventore di edizioni tascabili (le Aldine) e rigorosamente curate dai maggiori umanisti dell'epoca, tra cui Erasmo da Rotterdam. La maggiore personalità di questo periodo, a livello culturale, fu Ermolao Barbaro il Giovane (1454-1493), fautore dell'applicazione filologica dettata da Lorenzo Valla e della riconsiderazione del "vero" Aristotele in seguito alla traduzione del suo corpus di scritti.

### L'umanesimo romano

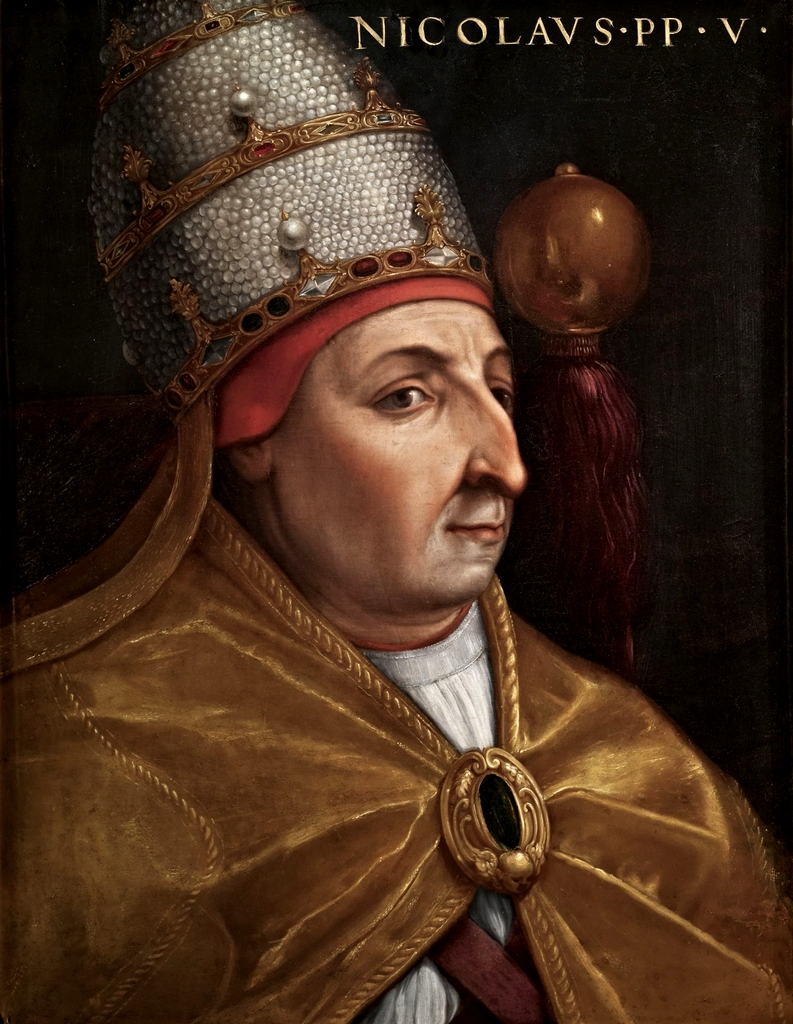
Cristofano dell'Altissimo, papa Niccolò V, olio su tela, Serie gioviana, Galleria degli Uffizi, 1552-1568

L'umanesimo romano può trovare il suo inizio con la fondazione, da parte di papa Innocenzo VII, della cattedra di greco e latino a Roma e col magistero di Francesco da Fiano. Gli anni immediatamente successivi, dopo il pontificato di Innocenzo, furono contraddistinti da un vuoto di potere dovuto alla fase culminante dello Scisma d'Occidente, che si concluse nel 1417 con l'elezione di papa Martino V con la conclusione del concilio di Costanza. Fu però sotto il pontificato di Martino e quello di papa Eugenio IV che la cultura umanistica a Roma vide intensificarsi intorno alla Curia romana, dando all'umanesimo pontificio un volto cosmopolita che lo contraddistinguerà per tutto il secolo. Tra i principali umanisti spiccarono per importanza e significato Poggio Bracciolini, Maffeo Vegio e Flavio Biondo.

Poggio Bracciolini (1380-1459), nativo di Terranuova, allievo di Salutati e amico di Bruni, fu per trent'anni un personaggio di spicco alla corte pontificia, finché nel 1453 non accettò da Cosimo de' Medici l'incarico di Cancelliere della Repubblica. Poggio Bracciolini è ricordato, principalmente, per essere stato il più significativo ricercatore e scopritore di classici dell'intero XV secolo, e per essere stato uno dei più significativi epistolografi tra i suoi contemporanei. A fianco di Bracciolini si distinse Maffeo Vegio (1406-1450), segretario pontificio che si concentrò nella produzione letteraria erudita volta alla celebrazione della Roma cristiana (De rebus antiquis memorabilibus Basilicae Sancti Petri Romae). Infine, nel pontificato di Eugenio, nacque anche la storiografia umanista grazie all'opera del forlivese Flavio Biondo (1392-1463). Costui, grazie alla sua monumentale Historiarum ab inclinatione Romani imperii Decades, si confrontò con la 

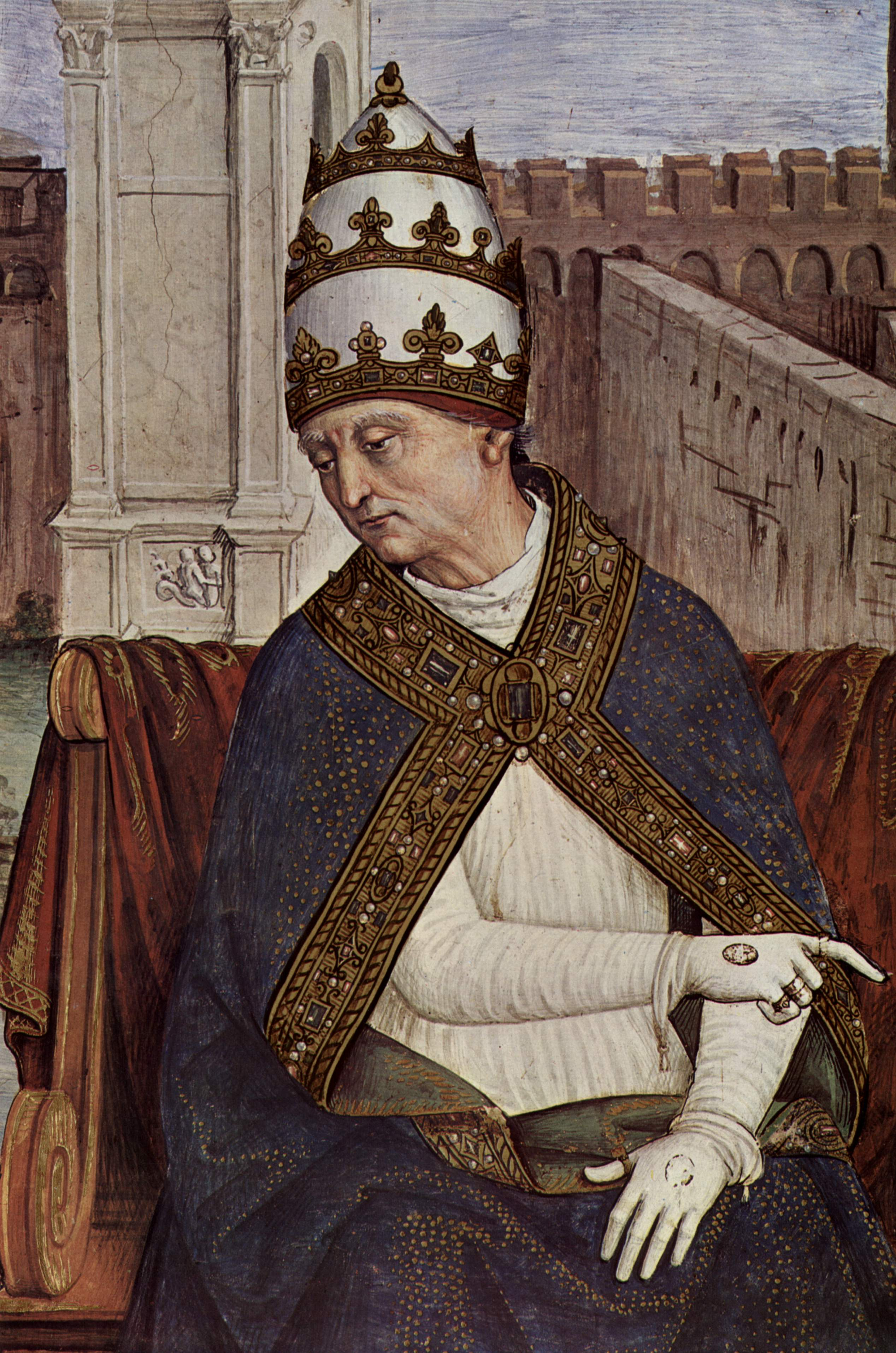
Pio II (1458-1464), il celebre umanista Enea Silvio Piccolomini nel circolo di affreschi del Pinturicchio

 produzione storiografica bruniana, caratterizzata da una forte vena ideologica e perciò in contrasto con l'esattezza del metodo storiografico basato sulla consultazione delle fonti storiche.

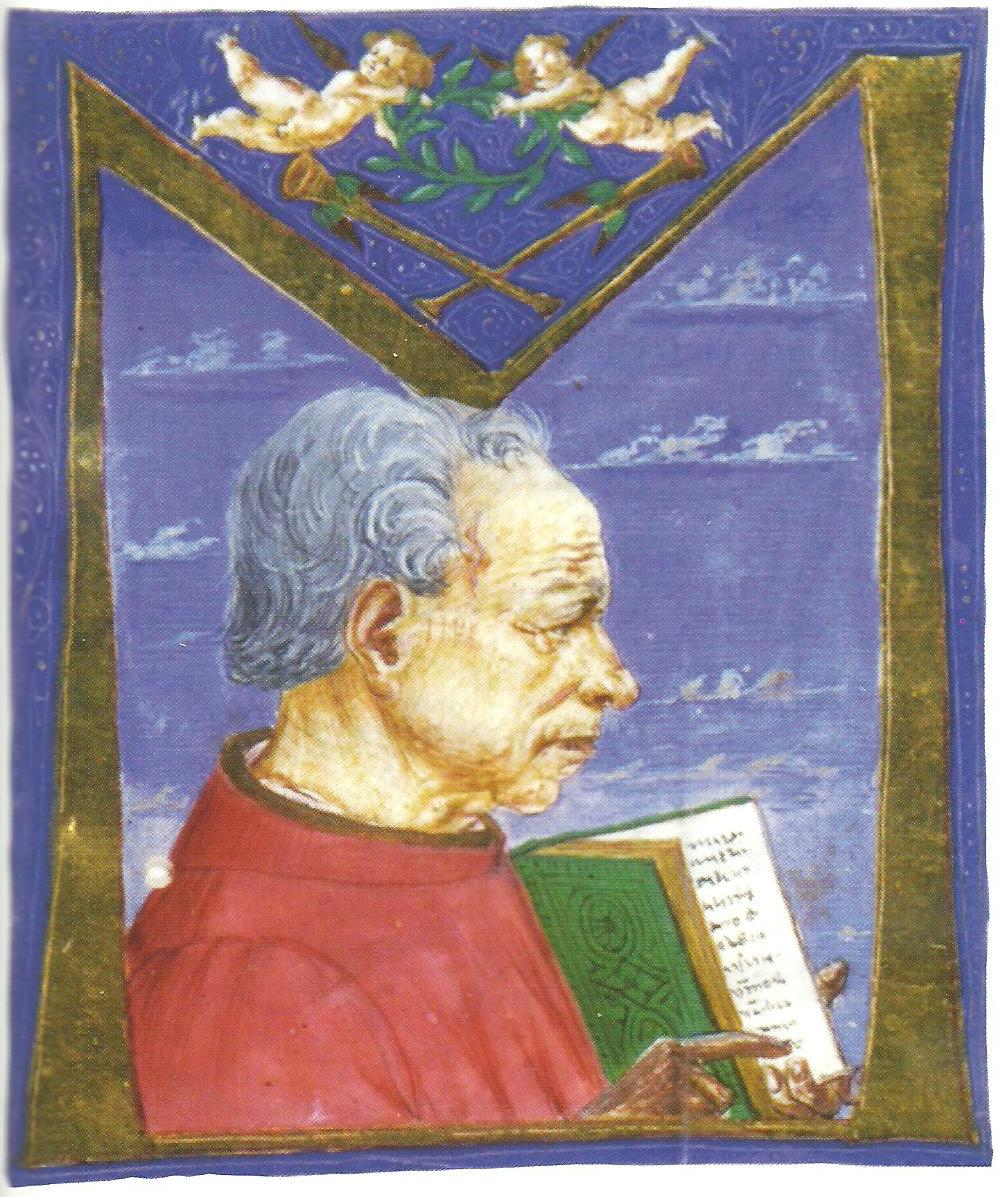
Poggio Bracciolini, ritratto nel codice Urb. lat. 224 contenente il De Varietate Fortunae, custodito presso la Biblioteca Vaticana

L'auge dell'umanesimo romano trovò il suo compimento sotto i pontificati di Niccolò V (1447-1455) e di Pio II (1458-1464): il primo, appassionato bibliofilo e cultore delle antichità romane, si propose una renovatio urbis volta alla glorificazione della Roma cristiana: Leon Battista Alberti, Giannozzo Manetti, Pier Candido Decembrio e di alcuni prelati greci quali il cardinal Bessarione, o il filosofo e cardinale Nicola Cusano (patrocinatore di una teologia negativa) furono i principali animatori del pontificato del primo. Sotto Pio II, lui stesso umanista e autore dei Commentarii, l'umanesimo pontificio trovò un mecenate meno prodigo di Niccolò ma, nel contempo, il primo papa-umanista. Intorno alla corte di Pio si riunirono Porcelio Pandone; Bartolomeo Sacchi, detto il Platina, chiamato a dirigere la Biblioteca apostolica vaticana; e Giannantonio Campano (1429-1477), fedele consigliere di Pio II, rivide i Commentarii del Pontefice e ne scrisse una biografia postuma.
Dopo la morte di Pio II, incominciò la crisi della parabola umanistica a Roma. I pontefici, infatti, non avranno più lo stesso entusiasmo nei confronti della cultura umanistica, o al limite la proteggeranno considerandola come un fattore culturale acquisito. L'umanesimo romano, come a Firenze e in altri centri culturali della Penisola, esaurì la spinta propositiva della prima metà del secolo, riducendosi a puro e semplice spirito di ornamento esteriore del potere papale, trovando un ultimo sprazzo di originalità con l'accademia di Pomponio Leto.

### L'umanesimo lombardo

Medaglia di Pier Candido Decembrio, opera di Pisanello. Considerato uno dei massimi umanisti italiani, la personalità culturale del Decembrio dominò incontrastata a Milano fino al 1447, anno della morte del suo protettore Filippo Maria Visconti.

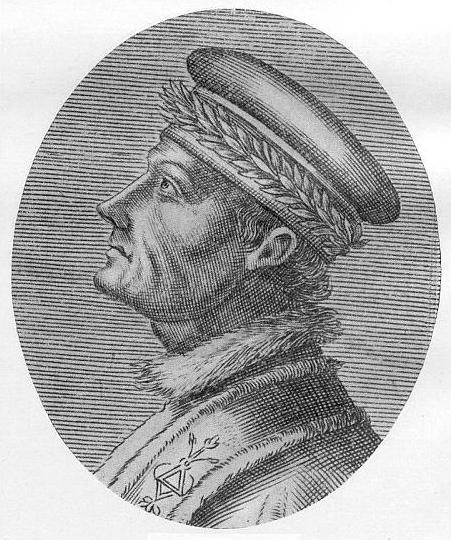
Francesco Filelfo, grande avversario di Pier Candido Decembrio e personalità di spicco durante il ducato di Francesco Sforza

L'umanesimo patrocinato dalla dinastia Visconti prima, e da quella sforzesca poi, cercò di contrapporsi all'uso strumentale di cui le repubblicane Firenze e Venezia facevano degli ideali classicisti. Nato grazie al soggiorno di Petrarca (1352-1360) e sviluppato poi da Pasquino Cappelli, vero e proprio propulsore della nuova cultura in terra lombarda, i primi risultati significativi furono raccolti dal vicentino Antonio Loschi, celebre autore dell'Invectiva in Florentinos (1397) e fervido sostenitore dell'assolutismo visconteo. Da Loschi in avanti, infatti, gli intellettuali promossero l'eccellenza del modello monarchico cesareo (rappresentato appunto da Giulio Cesare) contro quello repubblicano incarnato da Scipione l'Africano. Gian Galeazzo Visconti prima, e il figlio Filippo Maria poi, favorirono il patrocinio di tale produzione politologica, incentivando nel contempo il patrimonio della cultura classica (e volgare) nella Biblioteca di Pavia da un lato, e lo Studium pavese dall'altro, col fine di assicurarsi una stabile base intellettuale al servizio del potere. In quest'ottica, intorno alla corte di Filippo Maria gravitarono umanisti del calibro del frate francescano Antonio da Rho (1398 – post 1446), Guiniforte Barzizza (1406 – 1463) e, soprattutto, Pier Candido Decembrio (1392-1477), segretario del duca e celebre per aver completato la traduzione della Repubblica di Platone e per l'intensa attività di traduttore di opere classiche. La tradizione cortigiana continuò anche sotto Francesco Sforza e i suoi successori: durante questi decenni, si ricordano le figure di Francesco Filelfo (1398-1481) e, in particolar modo sotto il governo di Ludovico il Moro, quella dello storico della casata Bernardino Corio. Nella corte cosmopolita di Ludovico, oltre al milanese Gaspare Ambrogio Visconti, operarono anche scrittori provenienti da altre regioni italiane, quali Serafino Aquiliano, Antonio Tebaldeo e Sabbadino degli Arienti.
La promozione della nuova cultura non era patrocinata soltanto dalla dinastia regnante, ma anche da dotti prelati e cardinali, quali Branda Castiglioni, Pietro Filargo (futuro antipapa Alessandro V), gli arcivescovi di Milano Bartolomeo Capra (1414-1433) e Francesco Piccolpasso (1435-1443), e il vescovo di Lodi Gerardo Landriani.
Infine, altra direttiva su cui si mosse il primo umanesimo lombardo fu quella della riscoperta del greco antico, grazie al magistero triennale che vi esercitò Manuele Crisolora dal 1400 al 1403 e alla collaborazione con il politico locale Uberto Decembrio con Gasparino Barzizza e Guarino Veronese. Come fece a Firenze, il Crisolora regalò ai suoi allievi gli Erotèmata, favorendo il radicamento del greco in terra lombarda, grazie alla presenza, nel corso dell'età sforzesca, di Francesco Filelfo e di Giovanni Argiropulo.

### L'umanesimo napoletano

#### Alfonso V e gli umanisti catalani

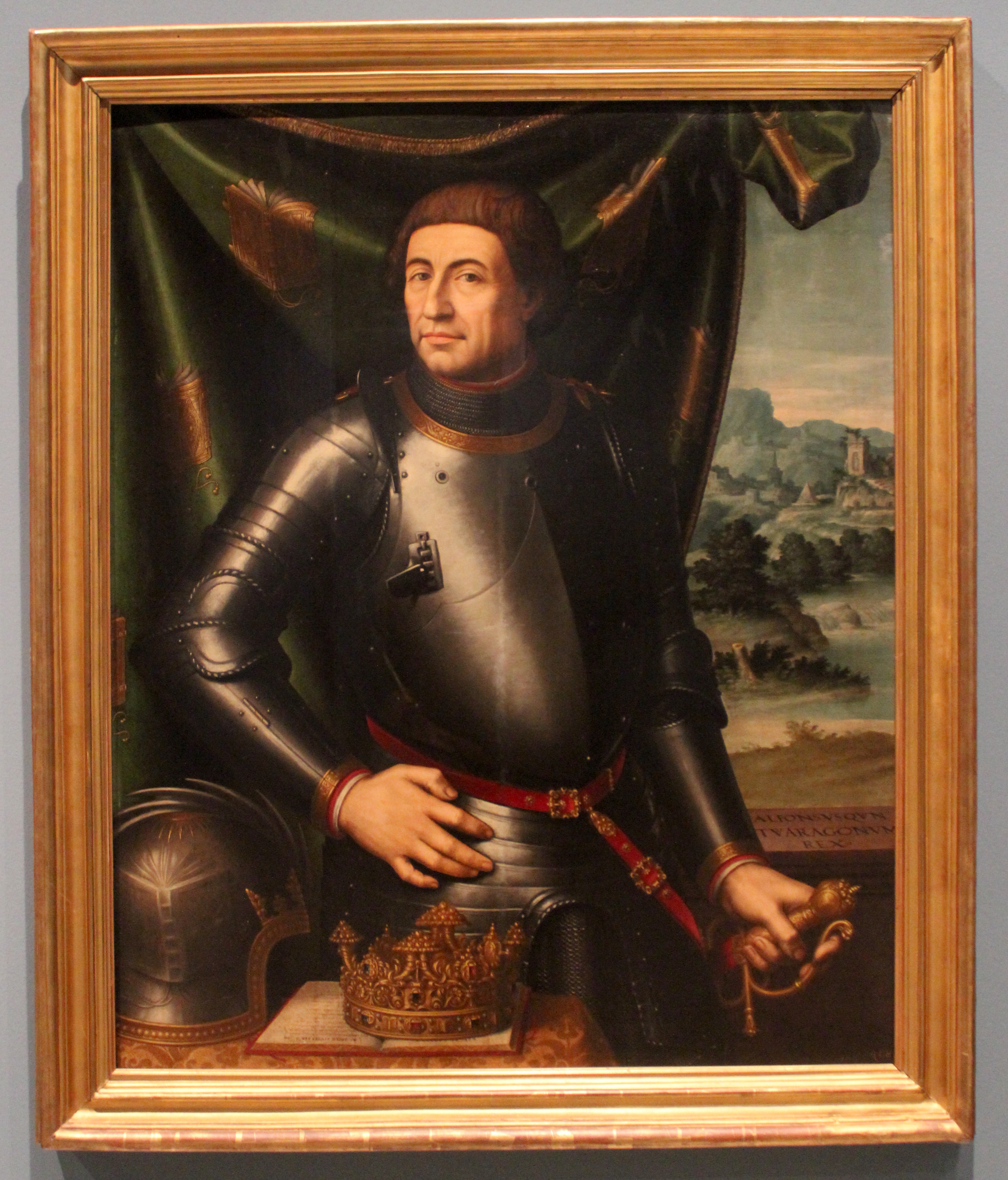
Miguel Hermoso Cuesta, Ritratto di Alfonso V, conservato oggi presso il Museo provinciale di Saragozza

A causa delle guerre intestine alla dinastia d'Angiò, il Regno di Napoli giunse in ritardo nell'acquisizione del sapere umanistico. Dopo il disastroso governo dell'ultima esponente della Casa d'Angiò, Giovanna II, il Regno di Napoli cadde nelle mani dell'aragonese Alfonso V, detto il Magnanimo, governandolo dal 1442 al 1458. Uomo non dotato di eccezionali capacità politico-militari, Alfonso cercò di riparare ai danni causati dalla guerra, intavolando rapporti quasi paritari con i baroni ed elevando culturalmente il regno determinandone l'entrata dell'umanesimo.
L'umanesimo alfonsino non fu favorito dall'azione di umanisti autoctoni, ma da intellettuali catalani amanti della rivoluzione petrarchesca. Sostenitore dell'umanesimo inteso come movimento culturale di formazione etica e professionale di una classe politica che lo affiancasse nella ricostruzione del reame, Alfonso si appoggiò principalmente a due umanisti Giovanni Olzina, segretario di Alfonso, autore di un manuale di governo e protettore del giovane Lorenzo Valla e del Panormita; e Arnau Fonolleda, diplomatico catalano che curò i rapporti con gli umanisti fiorentini e curiali.

#### Una corte cosmopolita
Coadiuvato da questi suoi collaboratori, Alfonso V creò una vastissima biblioteca regale della quale si servirono molti degli umanisti italiani di passaggio da Napoli: Giannozzo Manetti, autore del De dignitate hominis; Pier Candido Decembrio, durante l'esilio da Milano; Poggio Bracciolini, che dedicò al sovrano la versione latina della Ciropedia di Senofonte; e l'irrequieto Lorenzo Valla.
Inoltre, Alfonso favorì l'introduzione del greco, grazie all'ospitalità di Teodoro Gaza, autore della traduzione in latino del De instruendis aciebus di Eliano e delle Omelie di Giovanni Crisostomo; e di Giorgio da Trebisonda, nobile bizantino dell'Impero di Trebisonda che si era recato a Napoli per spingere Alfonso a una crociata contro i Mamelucchi d'Egitto, e che dedicò al sovrano la versione dal greco del Pro Ctesiphonte di Demostene.

#### Bartolomeo Facio e il Panormita

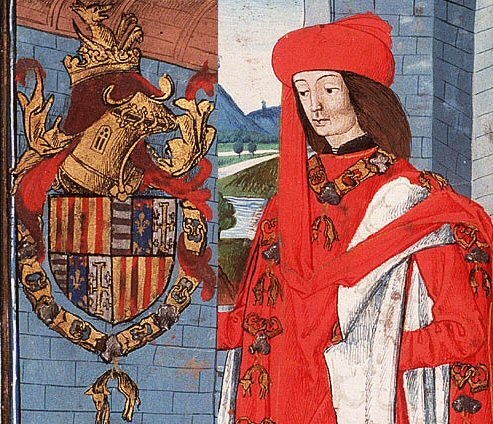
Ferrante I di Napoli come membro dell'Ordine del Tonson d'Oro

Oltre a Valla, le due principali figure umanistiche presenti alla corte di Alfonso furono Bartolomeo Facio e Antonio Beccadelli, detto il Panormita. Il primo, ligure trapiantato a Napoli, fu consigliere e segretario di Stato del monarca aragonese. Tra le sue opere principali si ricordano il De rebus gestis ab Alphonso I Neapolitanorum rege libri X (1448-1455), il De bello veneto clodiano (pubblicato nel 1568) e i trattati morali De humanae vitae felicitate e De hominis excellentia.
Figura più singolare e movimentata fu quella del Panormita che, dopo essersi trasferito a Napoli, aprì un suo salotto letterario non molto dissimile dall'Accademia di Pomponio Leto a Roma, detto Porticus Antoniana, in cui si riunivano i colti napoletani. Oltre a questa sua attività di promozione dell'umanesimo, il Panormita si accattivò l'animo di Alfonso con il suo De dictis et factis Alphonsi regis, ma ne suscitò anche l'imbarazzo e, presso i circoli umanisti, rimprovero, per il suo Hermaphroditus, opera dalla dubbia morale ma degna epigona delle liriche catulliane e degli epigrammi di Marziale.

### I centri minori

#### Bologna
Celebre già per l'antico studium universitario, Bologna conobbe un periodo di relativo splendore sotto i Bentivoglio, famiglia che manterrà, per conto dello Stato Pontificio, il potere signorile fino al 1506. L'umanesimo bolognese, frutto del mecenatismo dei Bentivoglio, della presenza dello Studium e delle commissioni di importanti ecclesiasti, fu animato anche dalla presenza di umanisti provenienti da tutta la penisola, grazie alla strategica posizione geografica (a metà strada tra Firenze, Venezia e Milano). Gli umanisti bolognesi più celebri del XV secolo, cioè Filippo Beroaldo e Francesco Puteolano, si occuparono di un'attività culturale che passava dalla produzione di scritti cortigiani celebranti i Bentivoglio, ad attività più specificamente filologico-letterarie. Infatti, Beroaldo e Antonio Urceo Codro si dedicarono alla traduzione in volgare di Plauto, Lucrezio e Apuleio; mentre Francesco Puteolano ebbe il merito di commentare Catullo e Stazio, oltre a essere uno dei primi umanisti a interessarsi della stampa a caratteri mobili (pubblicando Ovidio nel 1471). 

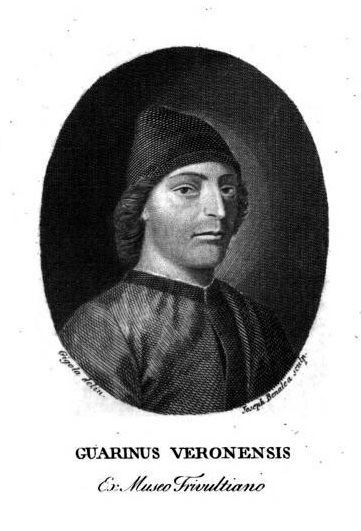
Guarino Veronese, in Carlo de' Rosmini, Vita e disciplina di Guarino Veronese e de' suoi discepoli, Niccolo' Bettoni, Brescia 1805

#### Ferrara: da Donato degli Albanzani alle soglie del Cinquecento

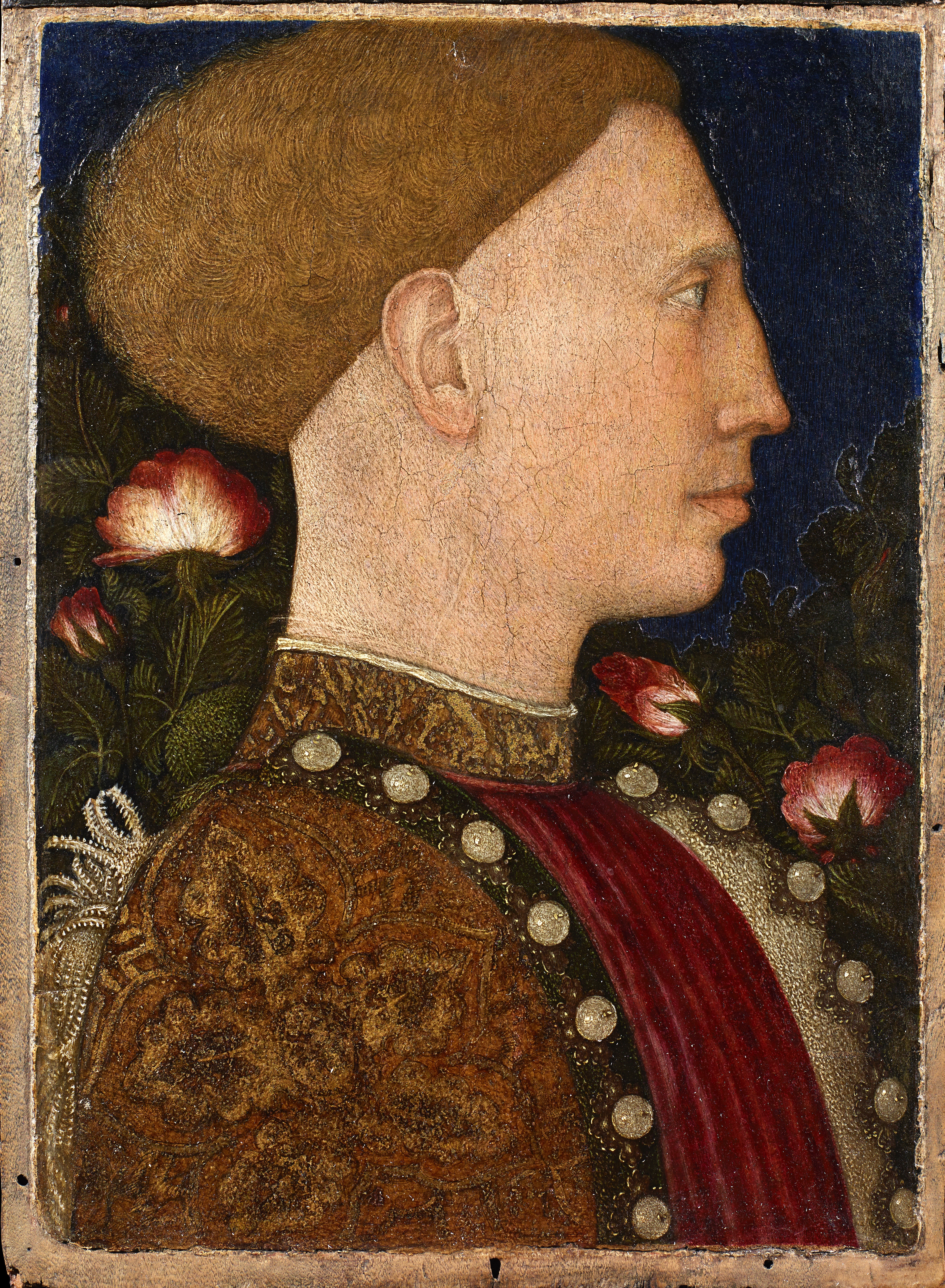
Pisanello, Ritratto di Leonello d'Este, tempera su legno, Accademia Carrara, 1441. Principe illuminato, allievo di Guarino Veronese, fu uno dei più importanti governanti sensibili alla nuova temperie umanista.

Il messaggio umanistico in terra di Ferrara fu diffuso da uno dei più stretti amici del petrarca, il colto letterato toscano Donato degli Albanzani. Quest'ultimo, infatti, risiedette a partire dal 1382 nella città emiliana, dando adito al nuovo sapere: Alberto V fondò lo Studium di Ferrara (1391) e Donato fu chiamato quale precettore di Niccolò III (1393-1441), che sarà grande estimatore della cultura umanistica.
Il punto di svolta per l'umanesimo ferrarese fu dovuta alla permanenza in città, a partire dal 1429, dell'umanista e pedagogista Guarino Veronese. Questi, importatore della nuova educazione e grande cultore dei classici latini e greci, si occupò sia dell'attività dello Studium sia dell'educazione dell'erede del marchesato Leonello (1441-1450), che passò alla storia quale insigne intellettuale e modello del principe rinascimentale. Guarino importò il greco antico a Ferrara, approfittando anche della convergenza dei dotti bizantini nel Concilio di Basilea-Ferrara-Firenze, che tra il 1438 e il 1439 si tenne proprio in Firenze, e prese come collaboratore Giovanni Aurispa, erudito siciliano e il massimo ricercatore di codici greci del secolo, e il poeta-umanista Ludovico Carbone.
Dopo la morte di Guarino (1460), la scena culturale ferrarese fu dominata di Tito Vespasiano Strozzi (1424-1505), poeta in lingua latina e autore della Borsias, emulazione ferrarese della Sphortias del Filelfo; e da Pandolfo Collenuccio (1447-1504), operante sotto Ercole I (1471-1505) quale giurista e compositore di dialoghi lucianeschi. Fu però sotto il regno del successore di Ercole, il figlio Alfonso I (1505-1534), che l'umanesimo ferrarese toccò l'apice con il recupero del teatro classico con l'azione di Ludovico Ariosto, autore nel 1508 della Cassaria, primo esempio di puro teatro rinascimentale dopo l'esperimento del Poliziano a Mantova.

#### Rimini e l'umanesimo “isottiano”

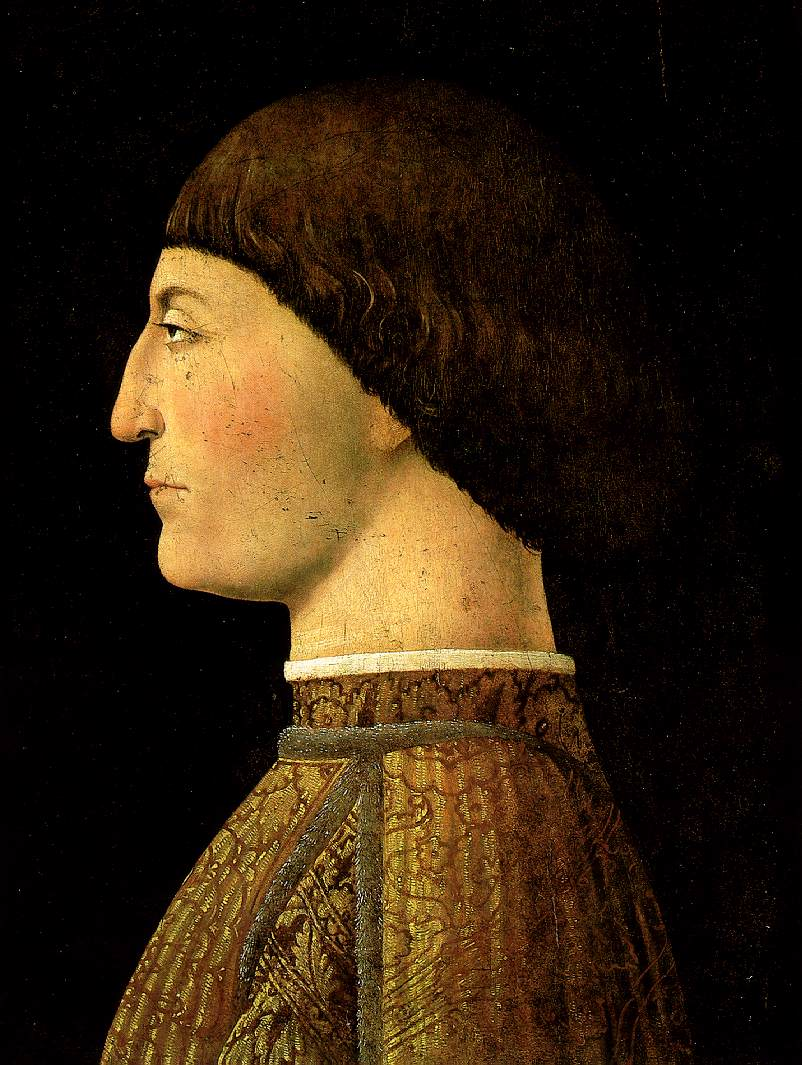
Piero della Francesca, Ritratto di Sigismondo Pandolfo Malatesta, pittura a olio e a tempera, Museo del Louvre, 1451. La relazione che il signore di Rimini ebbe con Isotta degli Atti fu al centro della produzione poetica della corte romagnola.

La piccola signoria di Rimini, retta dalla famiglia Malatesta, vide il fiorire dell'umanesimo sotto il principale esponente di quest'ultima, Sigismondo Pandolfo Malatesta (1417-1468). La nuova cultura prese spunto dalle vicende biografiche del Signore, che fossero sia sentimentali sia bellici. Oltre a poeti quali Giusto de' Conti, Roberto Valturio e Tommaso Seneca da Camerino che, ricalcando il modello ovidiano, celebrarono l'amore tra Sigismondo e Isotta degli Atti, il principale esponente dell'umanesimo riminese fu Basinio da Parma (1425-1457). Basinio, allievo di Vittorino da Feltre, si concentrò, oltre sulla relazione tra i due amanti (da cui nacque la raccolta di elegie ovidiane Isoetteus), anche sulle vicende belliche dei Malatesta scrivendo l'Hesperis, poema epico in 13 libri scritto celebrante le impresi militari di Sigismondo contro gli aragonesi di Alfonso V e ricalcante, per linguaggio e spunti stilistici, la Sphortias.

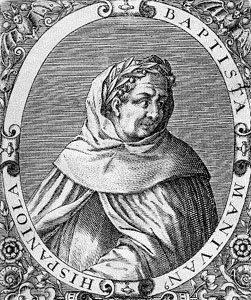
Incisione raffigurante Battista Spagnoli, da un'edizione delle sue opere del XVI secolo

#### Mantova
L'umanesimo mantovano sorse a partire dagli anni trenta quando il marchese Gianfrancesco Gonzaga (1407-1433) invitò, nel 1423, il celebre pedagogo Vittorino da Feltre, che a Mantova aprirà la "Casa gioiosa", scuola in cui l'erede al marchesato Ludovico fu educato insieme a ragazzi di tutte le estrazioni sociali. Abitò a Mantova, seppur per breve periodo, anche il greco Teodoro Gaza, fornendo all'umanesimo mantovano le basi per uno sviluppo in senso ellenista della sua cultura. I due illuminati coniugi Ludovico II Gonzaga (1444-1478) e la moglie Barbara di Brandeburgo resero Mantova, a partire dalla seconda metà del secolo, un piccolo ma vitale centro dell'umanesimo lombardo: protessero il Platina che, rifugiatosi a Mantova dalla persecuzione di papa Paolo II, compose la Historia urbis Mantuae Gonzagaeque familiae in segno di ringraziamento; chiamarono Leon Battista Alberti; e il successore di Ludovico, Federico I (1478-1484), ospitò il Poliziano, che a Mantova mise in scena e dedicò a Federico la Fabula d'Orfeo. A parte la presenza di umanisti stranieri, la Mantova del XV secolo poté vantare, quale umanista autoctono, Battista Spagnoli detto il Mantovano (1447-1516), soprannominato il “Virgilio Cristiano” da Erasmo da Rotterdam a causa della fusione tra la lingua latina e le tematiche cristiane e autore dell'Adulescentia, composta da dieci ecloghe bucoliche dominate da una forte vena realista. La cultura mantovana, rinvigorita poi dalla figura poliedrica della moglie di Francesco II (1484-1519), Isabella d'Este, cominciò ad assumere quel volto cortigiano proprio della corte ferrarese, attraverso la protezione dell'umanista e poeta cortigiano Mario Equicola, autore del Libro de natura de amore.

### Il caso sabaudo

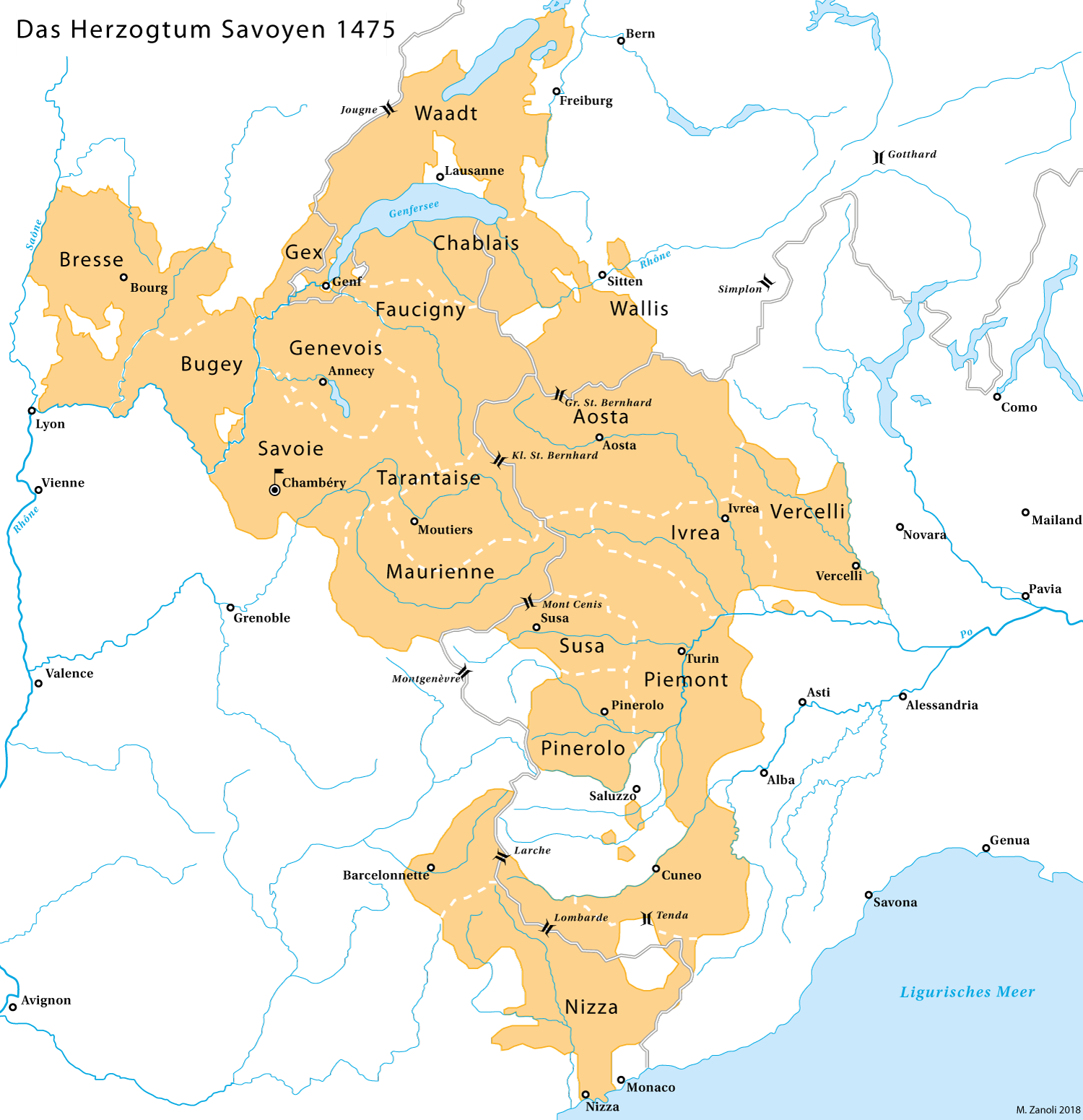
Il Ducato di Savoia nel 1475, incastonato tra la penisola italiana e il Regno di Francia

Unica area in cui il movimento umanistico-rinascimentale non trovò campo fu quello del Ducato di Savoia, Stato la cui orbita gravitazionale fluttuava tra l'area francese e quella italiana. La crisi del ducato sabaudo nel corso del Quattrocento, attanagliato da rivalità interne, dipendenze politiche e culturali dal potente Regno di Francia e governato da duchi inetti, non permise alla classe dirigente savoiarda di recepire i vantaggi della nuova cultura umanistica, relegando il Piemonte a un vero e proprio ritardo culturale:
(Oliva, p. 175)
Le travagliate vicende che funestarono il Ducato nel corso del primo Cinquecento, sotto il debole governo di Carlo II il Buono (1504-1553), causarono l'ulteriore ritardo culturale del Piemonte, situazione da cui lo Stato sabaudo fu poi risollevato grazie all'energica guida di Emanuele Filiberto (1553-1580), restauratore del Ducato e protettore di Giovan Battista Giraldi Cinzio.

## Lorenzo Valla e Leon Battista Alberti
Lorenzo Valla (1407-1457) e Leon Battista Alberti (1404-1472), per il loro eclettismo, cosmopolitismo e varietà d'interessi, non possono rientrare in una ben specifica categorizzazione geografica o tematica.

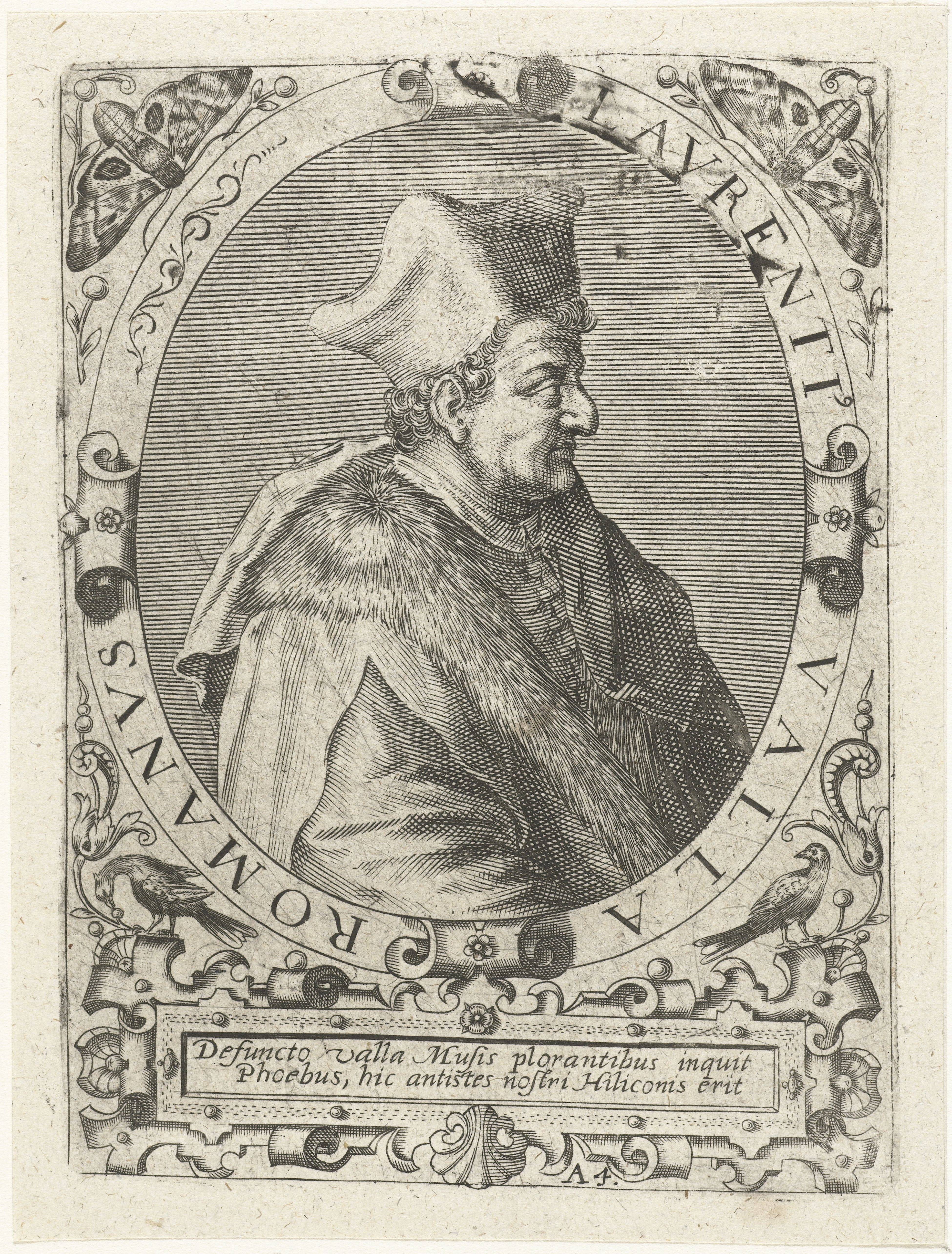
Jean-Jacques Boissard e Theodor de Bry, Lorenzo Valla, incisione

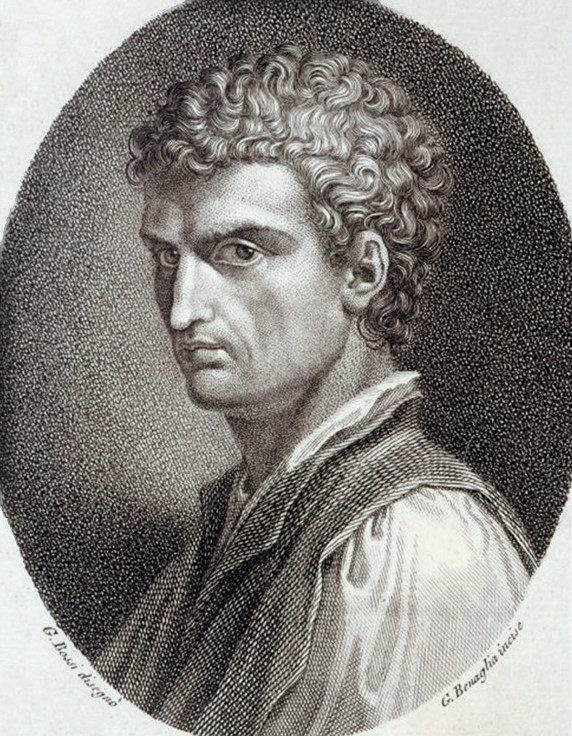
Ritratto di Leon Battista Alberti del 1804, per l'edizione del Trattato sulla Pittura

Per quanto riguarda il pensiero e l'attività del Valla, si può sostenere che l'umanista romano fondò una sorta di filosofia della parola basata sulla sua assoluta preminenza rispetto ai discorsi di carattere filosofico e culturale che si possono sviluppare in seguito. Il verbum deve essere indagato, studiato etimologicamente, ricostruito in base all'usus di cui si fece e analizzare, pertanto, anche le accezioni semantiche più particolari. Soltanto partendo da quest'analisi rigorosa, basata sulla lezione del retore romano Quintiliano nella sua Institutio Oratoria si può ricostruire il senso del testo. Insofferente verso le autorità filosofiche della cultura tomista, Valla non si fermava neanche davanti agli stessi autori classici (lettera a Juan Serra, 1440) o agli stessi Vangeli (di cui compì, per la prima volta, l'emendatio degli errori compiuti da san Girolamo nella redazione della Vulgata), qualora l'umanista vi avesse trovato degli errori da correggere: in quest'ottica, si può comprendere allora il coraggioso attacco contro il testo riportante la presunta Donazione dell'imperatore romano Costantino dei possedimenti occidentali dell'Impero a papa Silvestro I, documento su cui si fondavano le pretese del potere temporale dei papi. Valla, sostanzialmente, abbandona le ultime armi mediatrici del primo umanesimo, per combattere a viso aperto contro tutta quella cultura che poteva ostacolare l'attività corretta della sua ricerca, suscitando le stesse ire di un umanista estremamente bizzarro e anticonformista quale fu Poggio Bracciolini.
Leon Battista Alberti è considerato uno dei più poliedrici e significativi umanisti europei. Intellettuale che ardeva nel concretizzare il sapere umanistico nei più svariati ambiti (l'arte, l'architettura, la medicina, il diritto e la scultura), l'Alberti si segnala per lo spregiudicato sperimentalismo, per la volontà di riabilitare il volgare italiano davanti alle detrazioni dei suoi colleghi umanisti (si riveda l'episodio infelice del Certame coronario) e per un anomalo pessimismo di fondo sulla natura umana. La riflessione sull'uomo, declinata nei trattati dedicati alle relazioni sociali (De familia, De Iciarchia), o in quelli dal sapore politico (Momus e Theogenius), mostra il superamento dell'iniziale ottimismo antropologico per abbracciare invece sia la positività sia la negatività, ambivalenza che genera la concezione "doppia" dell'uomo. Oltre alla dimensione speculativa, l'Alberti si preoccupò di coniugare tale sapienza con l'attività pratica e con le scienze combinando, nello specifico, il sapere tecnico della classicità con l'attività di architetto e d'artista (De re aedificatoria, De pictura).

## Pico della Mirandola e il manifesto dell'umanesimo

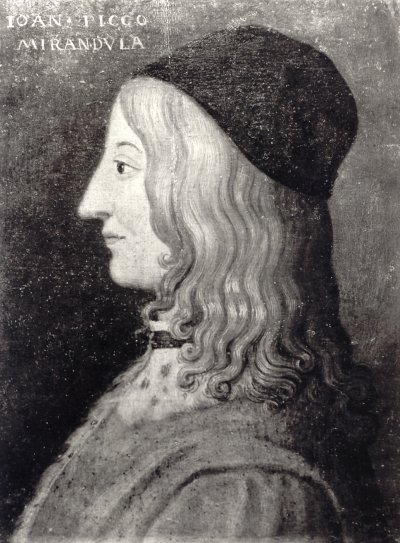
Giovanni Pico della Mirandola

Il conte Giovanni Pico della Mirandola (1463-1494) fu senza dubbio l'esponente maggiore dell'umanesimo filosofico italiano. Dotato di una memoria prodigiosa che gli meritò l'appellativo di "fenice degli ingegni", giovanissimo studiò greco all'Università di Pavia, ebraico e la filosofia cabalista a esso annessa, cercando di creare un sapere universale tramite la fusione delle religioni monoteiste e il sapere greco e latino. Considerato eretico, vicino sia all'aristotelismo padovano sia al platonismo fiorentino, fu esiliato per un po' di tempo in Francia al fine di sfuggire all'Inquisizione, ma poté rientrare in Italia nel 1486 dove poté esporre la sua idea di filosofia che doveva essere necessariamente pia in quanto «capace di assicurare una pace e una "concordia" tra tutte le scuole [di pensiero]». Rifugiatosi in Francia in seguito all'esposizione delle sue Novecento tesi e del Discorso sulla dignità dell'uomo, poté finalmente rientrare in Italia nel 1487 a Firenze e, avvicinatosi al Savonarola negli ultimi anni della sua vita in quanto attirato dall'ardore della sua riforma morale della Chiesa, morì avvelenato in circostanze non chiare nel 1494, poco più che trentenne.

Il nome di Pico della Mirandola, oltre alla prodigiosa memoria, è legato anche al dialogo Oratio de hominis dignitate o Discorso sulla dignità dell'uomo, in cui espone il manifesto dell'umanesimo. L'opera, incentrata sul dialogo tra Dio e Abramo, esalta l'uomo in quanto dotato del libero arbitrio, ossia di quella facoltà unica che Dio diede all'uomo unico tra le altre creature di scegliere tra il bene e il male e di operare in conseguenza di ciò, dimostrando di avere una natura non predeterminata capace di abbassarsi al livello dei bruti sia di elevarsi a quello degli angeli: 
(Giovanni Pico della Mirandola, Oratio de hominis dignitate, c. 5, parg. 22-23)

## L'umanesimo europeo
A partire dalla fine del Quattrocento l'umanesimo, da fenomeno strettamente legato all'area italica, cominciò a diffondersi presso le altre nazioni europee grazie ai soggiorni degli intellettuali stranieri nel nostro Paese. In alcuni di essi (quali Francia e Inghilterra) l'umanesimo tardò a causa della guerra dei cent'anni prima, e delle lotte per la ricostruzione del tessuto nazionale poi; in altri, invece, il dominio della filosofia scolastica e della cultura medievale in genere non permisero all'umanesimo di penetrare se non verso la fine del Quattrocento: furono i casi del Regno d'Ungheria col suo sovrano Mattia Corvino e quello di Polonia, grazie all'azione della regina Bona Sforza, maritata dal 1518 con Sigismondo I Jagellone.

### Erasmo da Rotterdam

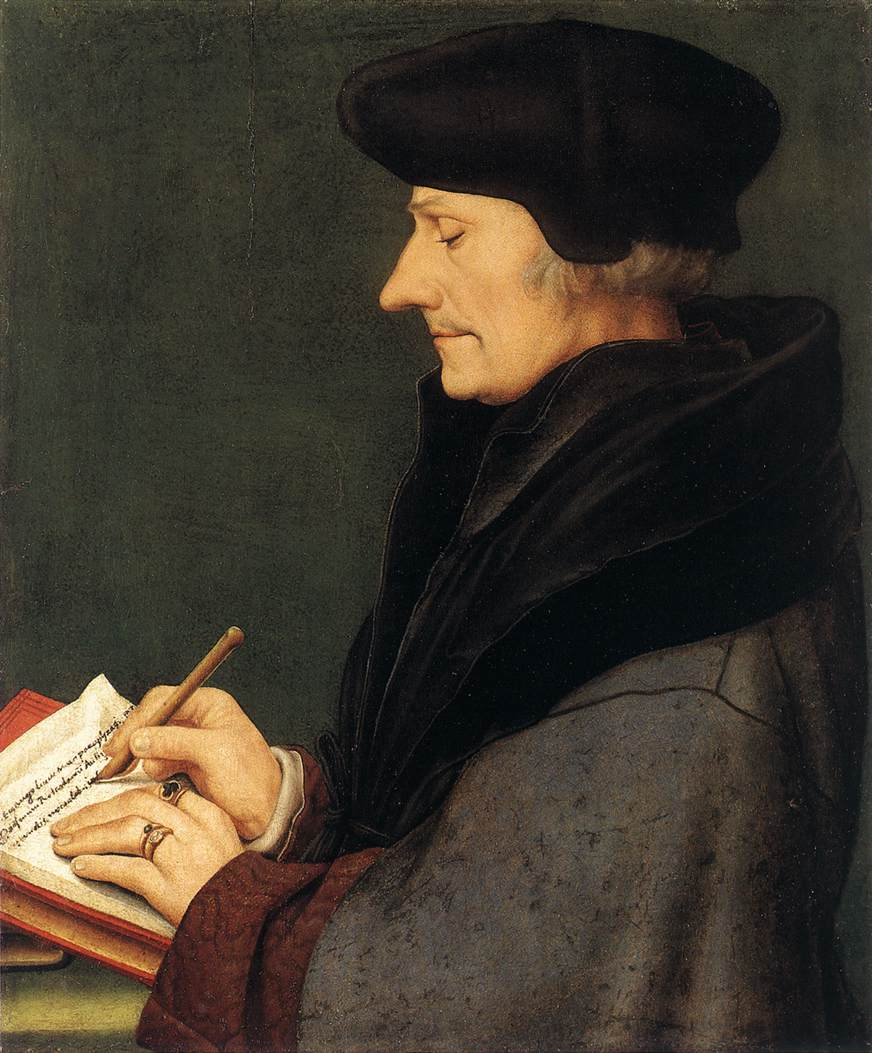
Hans Holbein il Giovane, Ritratto di Erasmo da Rotterdam allo scrittoio, colore su carta su legno di pino, 1523, Museo d'arte di Basilea

Il principale esponente dell'umanesimo che ha avuto un sapore internazionale è stato sicuramente l'umanista olandese Erasmo da Rotterdam (1469?-1536), definito "il principe degli umanisti". Considerato al contempo l'esponente di punta dell'umanesimo cristiano Erasmo, che nutriva una profonda avversione per la scolastica e per la corruzione in cui versava la Chiesa di Roma, si proponeva di restaurare una fede che fosse veramente sentita nel cuore (la devotio moderna), ancor prima che nelle forme esteriori, e quindi di ritornare al modello dell'età apostolica.
Sulla base di questo progetto, l'umanista olandese (i cui contatti epistolari spaziavano dal Colet a Tommaso Moro, da Manuzio all'editore svizzero Froben, da eminenti ecclesiastici a principi) propose la sua "riforma etica" del cattolicesimo attraverso una rivisitazione filologica del Nuovo Testamento; la creazione di un manuale per la formazione del cristiano (l'Enchiridion militis christiani) e la produzione di opere letterarie, fortemente contrassegnate dall'ironia (si ricordi il celebre Elogio della follia), volte a smuovere le coscienze.
La combinazione dei modelli classici e patristici con la sensibile attenzione verso le tematiche contemporanee (la deplorazione della guerra tra i cristiani; l'attenzione verso le tematiche pedagogiche e politiche) fece di Erasmo il campione dell'umanesimo fino allo scoppio della Riforma protestante e dalla sua contrapposizione con gli estremismi della fazione luterana e di quella cattolico-romana, che accusarono l'anziano umanista di essere ora segretamente protestante, ora segretamente cattolico. Nonostante Erasmo avesse difeso, nello scritto Diatribe de libero arbitrio del 1524, la teoria secondo cui ogni essere umano dispone liberamente della propria coscienza e, quindi, delle proprie azioni, andando anche contro la morale divina, la sua protervia nel rimanere neutrale nella disputa gli alienò le simpatie anche dei cattolici.

### Geografia dell'umanesimo europeo

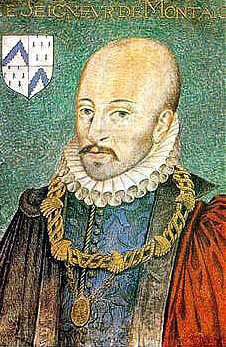
Thomas de Leu, Ritratto di Michael de Montaigne, pittura

#### Francia
Per quanto riguarda l'area francese, il primo umanista che importò in patria la nuova cultura fu Jacques Le Fèvre d’Étaples (1455-1536), teologo e uomo di cultura che rimase affascinato dalle proposte di Marsilio Ficino e di Giovanni Pico della Mirandola al principio degli anni 1490. La lezione filologiche e filosofiche di d'Étaples verranno ulteriormente diffuse in seguito alle guerre d'Italia di Carlo VIII, Luigi XII e, soprattutto, di Francesco I, che rese il francese lingua ufficiale del Regno e che protesse numerosi artisti e letterati. Sotto il suo regno vissero Guillaume Budé (1468 - 1540), François Rabelais (1494 - 1553) e vari dotti parigini quali Charles de Bovelles e Symphorien Champier, vicini alla lezione di Pico e di Nicolò Cusano. Nella seconda metà del secolo, campeggia la figura di Michel de Montaigne (1533 - 1592), scettico indagatore della natura umana nelle sue molteplici sfaccettature.

#### Inghilterra
Nella prima metà del XV secolo, singolare fu la figura del reggente e membro della casata dei Lancaster Humphrey di Gloucester il quale, oltre agli impegni di governo sotto il nipote Enrico VI (1421-1461/1470-1471), fu mecenate dell'umanesimo commissionando al segretario Antonio Beccaria, a Pier Candido Decembrio, a Leonardo Bruni e ad altri umanisti italiani la traduzione di opere dal latino e dal greco. Sconvolta poi dalla guerra delle due rose (1455-1485), l'Inghilterra cominciò a ricostruire le sue energie, tra cui anche quelle culturali, sotto l'energico governo del primo sovrano Tudor, Enrico VII (1485-1509). In questo periodo, la ripresa del commercio e degli scambi col continente favorì la penetrazione dell'umanesimo anche in terra inglese grazie alla figura del religioso e futuro decano della Cattedrale di San Paolo John Colet (1466/67-1519), fervente sostenitore del neoplatonismo e degli studi patristici greci e fondatore della Scuola di Oxford. Vicino a Colet fu la figura più prestigiosa del primo umanesimo inglese, Tommaso Moro (1478-1535), amico di Erasmo da Rotterdam, cancelliere di Enrico VIII (1509-1547) e autore del trattato sociopolitico L'Utopia. Il pieno rinascimento inglese si svolse nettamente in ritardo rispetto all'Europa: fu sotto l'età elisabettiana (1558-1603) che le teorie umanistiche furono raccolte da Philip Sidney e, soprattutto, da William Shakespeare.

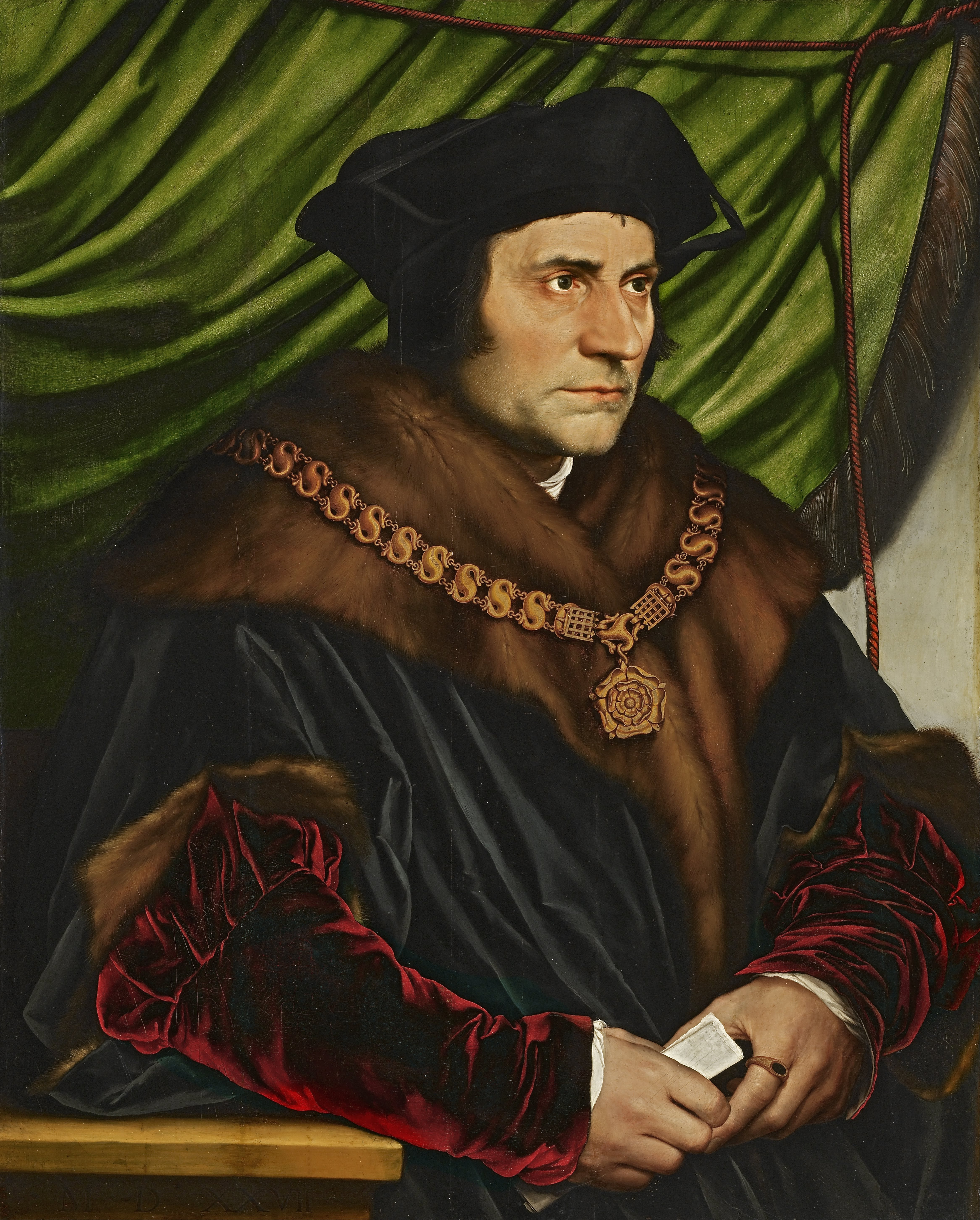
Hans Holbein il Giovane, Ritratto di sir Thomas More, 1527, olio su tavola di quercia, Frick Collection

#### Germania
Tra i principali umanisti tedeschi si ricordano Johannes Reuchlin (1455-1522), che introdusse in patria le nozioni di Pico della Mirandola riguardo al valore magico della cabala ebraica; Ulrich von Hutten (1488-1523), traduttore dell'opera di Valla La falsa Donazione di Costantino e fautore del luteranesimo in chiave violenta; Johannes Agricola (1494-1566), inizialmente fautore di Lutero e poi suo oppositore; e infine Filippo Melantone (1497-1560), raffinato umanista e rappresentante della fazione moderata del luteranesimo.

#### Spagna
L'umanesimo, grazie ai legami dinastici tra Alfonso V di Napoli e la sua terra d'origine, il Regno d'Aragona, penetrò lentamente nella penisola iberica. Dopo la conquista di Granada da parte dei Re cattolici nel 1492 e il completamento della Reconquista, iniziò la vera diffusione dell'umanesimo in Spagna. Fautore dell'introduzione del movimento culturale nello Stato iberico fu Antonio de Nebrija, insieme al traduttore di Aristotele Pedro Simón Abril, al politologo Juan Ginés de Sepúlveda e al frate e poi vescovo difensore degli indios Bartolomé de Las Casas. 

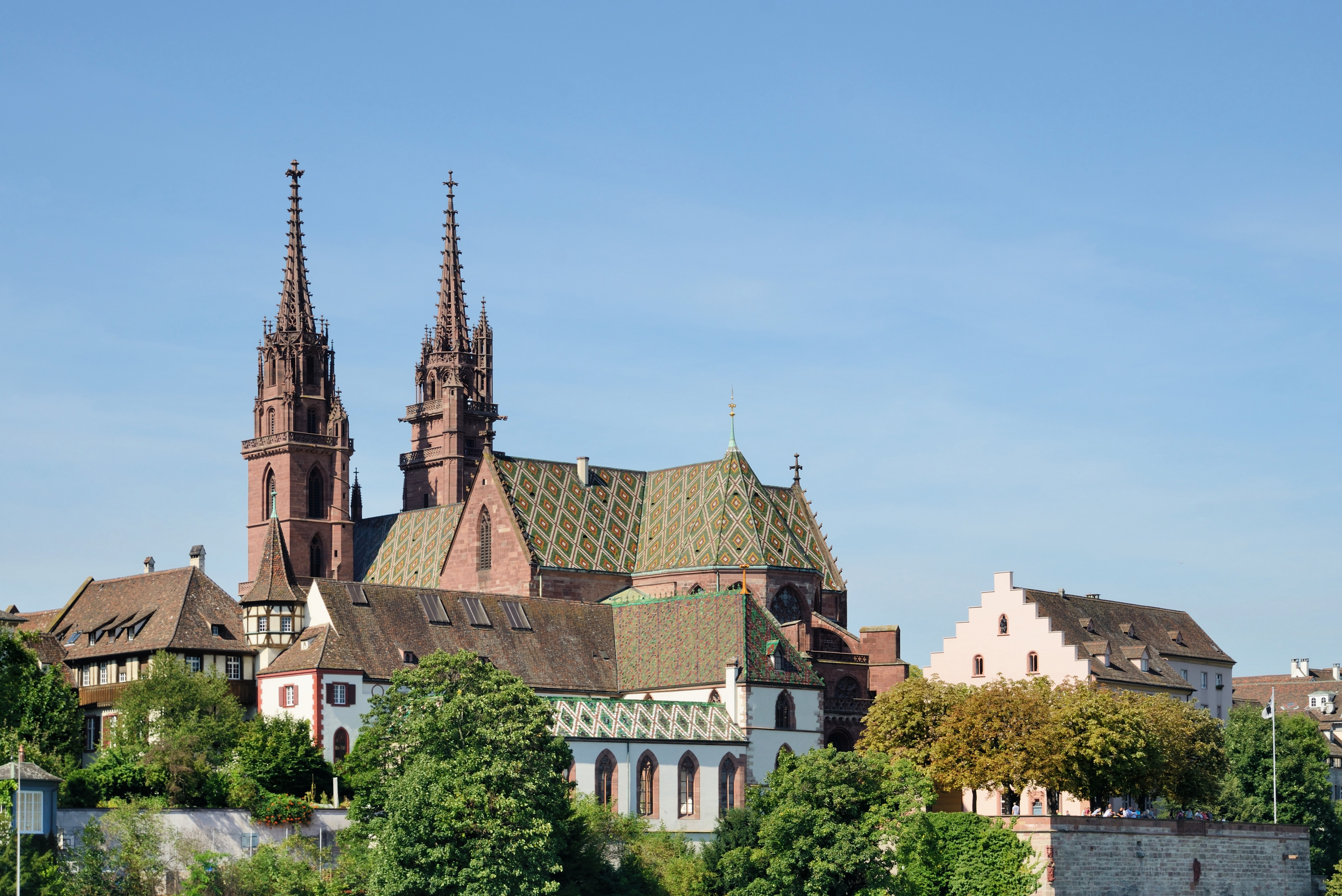
Il Münster di Basilea, città più importante elvetica dell'epoca

Oltre a questi umanisti, il regno di Carlo V d'Asburgo (1516-1556) fu caratterizzato dalla presenza di intellettuali legati all'erasmismo, in primo luogo Alfonso de Valdés e suo fratello Juan de Valdés, artefici di un cristianesimo che riconciliasse il cattolicesimo con le istanze riformate, cosa che decretò la decadenza dell'umanesimo spagnolo, l'instaurazione dell'Inquisizione spagnola e l'avvio al maturo Siglo de Oro.

#### Svizzera
Nel territorio dell'attuale Svizzera è soprattutto la città di Basilea che può essere qualificata come uno dei centri umanistici più importanti al nord delle Alpi. Grazie alla fondazione della locale università nel 1460 (prima università svizzera), dove s'installerà anche Erasmo da Rotterdam, la famiglia Holbein o Paracelso, e come nuovo centro di stampa di libri (in concorrenza con Parigi e Venezia), Basilea riuscirà a stabilirsi come la città elvetica più importante dell'epoca e come luogo d'innovazione intellettuale. Diventò inoltre anche terra d'accoglienza per vari rifugiati religiosi di provenienza italiana, tra i quali Bernardino Ochino.

### Esplicative
1. ↑  Petrarca aveva fondato una filosofia che «profondamente avversa alle vuote dispute delle scuole, è indagine sulla vita degli uomini», come ricorda Garin, p. 30. Rifacendosi al pensiero neoplatonico cristiano di sant'Agostino d'Ippona, il letterato aretino basa l'esistenza sulla conoscenza intima di sé stessi, filtrata attraverso lo studio dei classici e la preghiera, per poi procedere alla comunione con l'intero ecumene umano:
«Perciò il viaggio...alla scoperta dell'anima propria, fu insieme la conquista di un più solido legame con gli altri uomini.»
(Garin, p. 28)
2. ↑  Il Petrarca, uomo profondamente religioso, manifestò un forte dolore nel libro XX delle Familiari composto, per la maggior parte, da lettere inviate ai grandi scrittori del passato: Cicerone, Seneca e altri. Il dolore che uomini così virtuosi non siano venuti a conoscenza del messaggio cristiano lo si denota, per esempio, nel saluto finale della Petrarca2, Familiare, XX, 3, quando Petrarca sottolinea la distanza temporale spirituale fra i due: «anno ab ortu Dei illius quem tu non noveras, MCCCXLV», cioè nell'anno 1345 dalla nascita di quel Dio che tu non avevi conosciuto.
3. ↑  La sensibilità umanistica di considerare gli antichi come uomini, come spiegano Berté-Petoletti, p. 229: «...richiama al topos letterario della personificazione e del colloquio con i libri, che ha avuto grande fortuna in età umanistica».
4. ↑  L'Alberti era fortemente critico verso il monolinguismo della cultura umanistica fiorentina che, con l'avvento di Cosimo nel 1434, era diventata l'espressione del rinnovamento culturale mediceo. Perciò fu costretto ad allontanarsi da Firenze per prendere la strada ecclesiastica. Si veda Cappelli, pp. 309-310.
5. ↑  Come però rivela Pastore Stocchi, p. 34, l'accorata difesa della libertà fiorentina non aveva nulla a che vedere con l'uguaglianza interna tra magnati e popolo minuto, quanto una differenza di carattere sociopolitico tra due modelli di Stato antitetici:
«In effetti anche nel primo '400 l'apologia della libertà fiorentina rimane condizionata, in buona misura, da un'istanza di autonomia-autocefalia raffermata contro una minaccia esterna. Si tratta, insomma, di un concetto di libertà che assume significato nel quadro di uno scontro di interessi politico-economici fra Stati, non già da un serio tentativo di analisi comparativa interna dei rispettivi sistemi statali.»
6. ↑  Tutte e tre le città sono luoghi significativi per l'umanesimo: la prima è la patria di Guarino Veronese, patrocinatore della pedagogia umanista con Vittorino da Feltre; Padova si poteva considerare la "sede spirituale" del petrarchismo per la forte impronta che l'insegnamento del Petrarca ebbe sull'élite politica e culturale locale; a Vicenza, infine, nacque l'umanista "politico" Antonio Loschi, allievo di Coluccio Salutati e futuro cancelliere del duca di Milano Gian Galeazzo Visconti. Si vedano: Cappelli, p. 140 e Tateo, cultura umanistica, pp. 92-93.
7. ↑  Questi alti prelati non furono soltanto simpatizzanti dell'umanesimo nascente, ma anche loro stessi umanisti e appassionati scopritori di codici. Bartolomeo Capra, per esempio, scoprì la Rethorica e la Dialectica di sant'Agostino; mentre Gerardo Landriani, nel 1421, riportò alla luce il De Oratore di Cicerone. Cfr. Cappelli, p. 229.

### Bibliografiche
1. ↑  Der Streit des Philanthropinismus und Humanismus in der Theorie des Erziehungs-Unterrichts unsrer Zeit, Jena, Friedrich Frommann, 1808.
2. ↑  Kristeller, p. 8.
3. ↑  Umanesimo.
4. ↑  Per uno sguardo complessivo sugli studi storiografici, si veda Fubini, pp. 7-11.
5. ↑  È il primo frammento attribuito a Protagora nella raccolta dei frammenti dei presocratici curata da Diels e Kranz, come esposto in Reale, p. 67.
6. ↑  Abbagnano, 1, p. 14:
«Essa non esclude l'uomo dalla sua considerazione; ma nell'uomo vede soltanto una parte o un elemento della natura, non già il centro di un problema specifico. Per i presocratici, gli stessi principi che spiegano la costituzione del mondo fisico, spiegano la costituzione dell'uomo.»
7. ↑  Abbagnano, 1, p. 10 e Reale, p. 12.
8. ↑  Abbagnano, 1, p. 205:

«La filosofia [post-aristotelica] è ancora e sempre ricerca; ma ricerca di un orientamento morale, di una condotta di vita che non ha più il suo centro e la sua unità nella scienza, ma subordina a sé la scienza come il mezzo al fine.»
9. ↑  Canfora, p. 587.
10. ↑  Publio Terenzio Afro, Heautontimorumenos, 77.
11. ↑  Abbagnano, 1, p. 242.
12. ↑  Abbagnano, 1, p. 245.
13. ↑  Tali esperimenti filologici del giovane Petrarca furono la collazione delle decadi di Tito Livio (codice Hamilton 2493), realizzata tra il 1326 e il 1330 (Cfr. Wilkins, p. 24); e la costituzione del Virgilio ambrosiano, codice composto di 300 fogli manoscritti contenenti le Bucoliche, le Georgiche e l'Eneide di Virgilio, a cui aggiunsero quattro Odi di Orazio e l'Achilleide di Stazio (Cfr. Wilkins, p. 5; p. 32).
14. ↑  L'attività frenetica di Petrarca a livello europeo viene sinteticamente riportata da Gargan, pp. 134-140, ricordando come il punto di partenza fosse stata la "fortunata" coincidenza di trovarsi, allora, ad Avignone la sede del papato (si veda la Cattività avignonese per maggiori informazioni storiche), «centro situato in località propizia per essere un punto di contatto culturale tra nord e sud [Europa]» (Gargan, p. 135).
15. ↑  Per avere uno sguardo complessivo della vita di Petrarca, si fruisca del libro di Wilkins citato in bibliografia. Altro valido aiuto è rappresentato dal libro di Pacca.
16. ↑  Garin, p. 26; Cappelli, p. 31.
17. ↑  Con l'umanesimo petrarchesco, difatti, i classici vengono visti nella loro condizione storica, e non più interpretati secondo l'esegesi cristiana operata nel Medioevo. Così Garin, p. 21:
«Proprio l'atteggiamento assunto di fronte alla cultura del passato, al passato, definisce chiaramente l'essenza dell'umanesimo. E la peculiarità di tale atteggiamento...va collocata...in una ben definita coscienza storica. I "barbari" [i medioevali] non furono tali per aver ignorato i classici, ma per non averli compresi nella verità della loro situazione storica.»
18. ↑  Cappelli, p. 39:
«Tra Venezia, Padova e Bologna dominava l'aristotelismo scolastico: Petrarca vi oppone il suo cristianesimo spiritualista, venato di platonismo e di stoicismo, e la sua morale fondata su una lettura attenta e laica dei classici.»
19. ↑  Significativa la sintesi di Abbagnano, 1, p. 5:
«L'umanesimo rinascimentale non è soltanto l'amore e lo studio della sapienza classica e la dimostrazione del suo accordo con la verità cristiana; è anche e soprattutto la volontà di ripristinare nella sua forma autentica tale sapienza, di intenderla nella sua effettiva realtà storica.»
20. ↑  Petrarca poneva, come conseguenza dello studio dei classici, l'apprendimento dell'etica greco-romana, un'etica virtuosa cui doveva corrispondere, nella vita quotidiana, un'ortoprassi identica. La teoria, esposta nella Fam. I, 9, è riportata da Garin, p. 26.
21. ↑  Petrarca, Seniles, II, 1, par. 8:

(latino)
«Quid hic tibi dicere aliud videtur, quam quod in Proverbiis Salomon: «Iustus prior est accusator sui»? Aut quid aliud Seneca idem ad Lucilium, ubi ait «somnium narrare vigilantis est, et vitia sua confiteri sanitatis indicium est», quam quod in psalmo David: «Dixi: confitebor adversum me iniustitiam meam Domino (en confessio); et tu remisisti impietatem peccati mei (en sanitas confitentis)»? Quamvis ergo cui et qualiter confitendum sit nemo nisi cristianus noverit, tamen peccati notitia et conscientie stimulus, penitentia et confessio comunia sunt omnium ratione pollentium.»

(italiano)
«Che cosa sembra che ti dica costui a te, quanto ciò Salomone [disse] nei Proverbi: "Il giusto è il primo accusatore di sé stesso?" O che cos'altro il medesimo Seneca [disse a Lucilio], quando esclamò: "è proprio di colui che vigila narrare il sogno, ed è segno di probità ammettere i propri vizi", quanto ciò Davide [disse anche] nel salmo: "Ho detto: denuncerò contro me stesso la mia ingiustizia al Signore (ecco la confessione); e tu rimettesti l'empietà del mio peccato (ecco l'assennatezza del penitente)"? Per quanto a costoro [Salomone e Davide] e, così come nessuno se non il cristiano ha ristorato ciò che si deve confessare, il pentimento e il riconoscimento [delle proprie colpe] sono comuni a tutti coloro che sono dotati di ragione.»
22. ↑  Ferroni, Trecento, p. 10.
23. ↑  Renucci, p. 1231.
24. ↑  Sapegno.
25. ↑  Monti, p. 34.
26. ↑  Si veda, per i singoli passaggi di quest'apprendistato, Rico.
27. ↑  
«[Il Boccaccio] intravvide, seppur vagamente, che l'Umanesimo per esser veramente integrale doveva completarsi con la matrice della cultura e della 'humanitas latina, cioè con la cultura e l'humanitas' dei Greci»
(Agostino Pertusi in Branca 1977, Giovanni Boccaccio: profilo biografico, p. 118)
28. ↑  Branca, p. 183.
29. ↑  Cappelli, pp. 20-21.
30. ↑  Beatrice Panebianco, Mario Gineprini, Simona Seminara, LetterAutori, vol. 1, ed. Zanichelli, Bologna, 2014.
31. ↑  Guglielmino-Grosser, pp. 248-249.
32. ↑  Burckhardt, p. 192:
«Lo scrittore che, fin dal secolo XIV passava senza contrasto come il modello più perfetto della prosa latina, era Cicerone [...] Ma [Petrarca] nutriva per lui troppa venerazione, per mostrarsi lieto di una tale scoperta; e dal suo tempo in poi, l'epistolografia in primo luogo e in seguito tutti gli altri generi di composizione, eccettuato soltanto il narrativo, non avevano preso altro modello, fuorché Cicerone.»
33. ↑  Pastore Stocchi, p. 15:
«Invece, a partire dal Petrarca..., l'Umanesimo viene affermandosi anche nel modo in cui le informazioni sono fatte circolare velocemente in un esteso e fitto intreccio di canali, grazie ai frequentissimi contatti personali favoriti dall'avventurosa mobilità di tanti studiosi, e soprattutto al commercio epistolare, istituzione principe e universalmente officiata nella nuova cultura.»
34. ↑  Per un discorso generale sulla figura, l'opera generale e la lettera riportata di Poggio a Guarino cfr. Berté-Petoletti, pp. 226-232.
35. ↑  Berté-Petoletti, p. 229.
36. ↑  Berté-Petoletti, p. 117.
37. ↑  Cappelli, p. 109.
38. 1 2 3  Renucci, p. 1219.
39. ↑  Cappelli, p. 233.
40. ↑  Berté-Petoletti, p. 118.
41. ↑  Kent.
42. ↑  Renucci, p. 1251.
43. ↑  Cappelli, pp. 299-304.
44. ↑  Si vedano le personalità di Poggio Bracciolini, di Leonardo Bruni o di Giovanni Argiropulo, spiegate nella sezione successiva, per dare un'idea.
45. ↑  Abbagnano, 1, p. 7:
«Quando si dice che l'umanesimo rinascimentale ha scoperto o riscoperto "il valore dell'uomo" s'intende affermare che esso ha riconosciuto il valore dell'uomo come essere terrestre e mondano, inserito nel mondo della natura e della storia e capace di forgiare in esso il proprio destino.»
Si guardi anche il paragrafo Poggio Bracciolini e il valore dei beni terreni in Garin,  pp. 54-58.
46. ↑  Queste categorizzazioni sommarie sono riprese da Ferroni, Quattrocento, p. 21.
47. ↑  Cappelli, p. 21.
48. ↑  Guglielmino-Grosser, p. 255: «Per quasi tutto il Quattrocento (sino all'ultimo quarto) il predominio del latino come lingua di cultura, a scapito del volgare, è nettissimo...»
49. ↑  Tateo, cultura umanistica, p. 55.
50. ↑  Guglielmino-Grosser, p. 256.
51. ↑  Chines, p. 212.
52. ↑  Ferroni, Quattrocento, p. 12.
53. ↑  Ferroni, Quattrocento, p. 35.
54. ↑  Chines, p. 213:
«...Lorenzo il Magnifico, il quale, per sancire la superiorità culturale di Firenze, sollecità l'uso del volgare come lingua d'arte e affida così agli scrittori della sua corte, umanisti esperti dei classici latini, il compito di applicare al volgare toscano i costrutti eleganti che avevano condotto le lingue antiche alla loro perfezione morale.»
55. ↑  Guglielmino-Grosser, p. 260.
56. ↑  Tartaro, p. 170:
«L'umanesimo volgare avrà dunque la sua estrema definizione in senso politico-culturale. Il fiorentinismo che lo ispira da sempre sarà allora fiducia in un programma di espansione e di supremazia politica; e come tale non dissociabile dalla persona stessa [il Magnifico] del singolarissimo programmatore, promotore di cultura e di iniziative culturali prima ancora che mecenate.»
57. ↑  Cappelli, p. 125.
58. ↑  Guglielmino-Grosser, p. 277.
59. ↑  Guglielmino-Grosser, pp. 279-280.
60. ↑  Cappelli, p. 127.
61. ↑  L'attenzione alla pratica religiosa come rispecchiamento esteriore del sentimento interiore era proprio più della scuola di Vittorino da Feltre, come ricordano Cappelli, p. 132 e Burckhardt, p. 165.
62. ↑  Cappelli, pp. 125-126.
63. ↑  Bosisio, p. 361.
64. ↑  Bosisio, pp. 361-362.
65. ↑  nel libro Leonardi Aretini Historiarum Florentini populi libri XII, volume II, traduzione a cura di Donato Acciaiuoli, Le Monnier, Firenze 1857
66. ↑  Termine coniato da Hans Baron nel 1924, quando recensì il libro di Friedrich Engel-Jànosi Soziale Probleme der Renaissance. Cfr. Fubini, p. 299, nota 77.
67. ↑  Cappelli, pp. 86-88.
68. ↑  Per una biografia del Bruni, per quanto datata, si veda: Santini.
69. ↑  Sabbadini, p. 51:
«Non meno vigile e operoso fu il Bruni. Anch'egli cominciò a formarsi il primo nucleo coi doni del Crisolora, da cui ricevette un Demostene; sin poi dal 1400 pose mano alla ricca serie delle traduzioni dal greco col Fedone platonico...»
70. ↑  Tateo, cultura umanistica, p. 67:
«L'attività propriamente umanistica del Bruni è legata alla sua vasta opera di traduttore; oltre gli storici, già citati, tradusse Demostene, Eschine, san Basilio...e ancora il Fedone, il Gorgia, il Fedro, l'Apologia, il Critone, alcune lettere e il Convito di Platone. Se la traduzione dell'opera platonica diede un fecondo contributoalla diffusione del platonismo nell'umanesimo fiorentino, le versioni aristoteliche della Nicomachea (1417), degli Economici (1420), della Politica (1434) intesero rinnovare la lettura del filosofo [cioè Aristotele]....»
71. ↑  Pastore Stocchi, p. 36:
«Il Bruni è molto più abile e certo più coerente nel perseguire il suo [di Salutati] disegno apologetico. la sua critica ai sistemi tirannici non è affatto esplicita, ma è pure meno contingente: si proietta infatti nella celebrazione delle origini repubblicane di Firenze, fondata quando ancora a Roma [la libertà]...dove gli sceleratissimi latrones sono Giulio Cesare e gli imperatori successivi, che hanno tolto a Roma la libertà repubblicana di cui Firenze è rimasta unica erede e fiera custode...»
72. ↑  Ferroni, Quattrocento, p. 36.
73. ↑  Renucci, p. 1255 parla, per quanto riguarda la promozione culturale neoplatonica ad opera di Lorenzo il Magnifico, di «letteratura...aristocratica».
74. ↑  Garin, p. 94.
75. 1 2  
  -  Edward W. Bodnar e Clive Foss (a cura di), Cyriac of Ancona: Later travels, Cambridge (Massachusetts), Harvard University Press, 2003, ISBN 0-674-00758-1. Bodnar chiama Ciriaco: «the founding father of modern classical archeology» ("il padre fondatore della moderna archeologia classica");
  - R. Bianchi Bandinelli, M. Pallottino, E. Coche de la Ferté - Treccani, alla voce  archeologia, in Enciclopedia dell'arte antica, Roma, Istituto dell'Enciclopedia Italiana.
«Quindi, se Ciriaco de' Pizzicolli (v. Ciriaco D'Ancona), che viaggiò in Grecia fra il 1412 e il 1448 ricercando e annotando opere d'arte e iscrizioni, può dirsi, in certo modo, il fondatore dell'archeologia in senso generale, l'archeologia nel suo carattere storico-artistico, come viene intesa oggi, può ben dirsi datare dalla pubblicazione della Storia delle arti del disegno presso gli antichi di J. J. Winckelmann, avvenuta nel 1764»
76. ↑  Canfora, p. 34:
«Si trattava di una forma di stato repubblicano ovviamente sui generis, fondato sulla conservazione istituzionale, sull'equilibrio tra i poteri e sulla programmatica esclusione dell'allargamento della partecipazione al governo cittadino.»
77. ↑  Tateo, cultura umanistica, p. 92:
«...il primo umanesimo veneto appare caratterizzato soprattutto da funzioni - per così dire - istituzionali: accolto nelle grandi famiglie dell'aristocrazia, l'umanesimo contribuì soprattutto alla formazione di uomini politici, ambasciatori, prelati.»
78. ↑  Tissoni Benvenuti, p. 250.
79. ↑  Canfora, p. 34.
80. ↑  Cappelli, p. 159.
81. ↑  Tateo, cultura umanistica, p. 95.
82. ↑  Finzi, pp. 359-360.
83. ↑  Si veda il saggio di Caracciolo, nella sezione dedicata alla religiosità dell'umanesimo veneto.
84. ↑  Steinberg, p. 61.
85. ↑  Bigi, Barbaro.
86. ↑  Cappelli, p. 166.
87. ↑  per una biografia del Bracciolini, si veda Petrucci e Bigi.
88. ↑  Cappelli, p. 61: «Ma la figura di maggior rilievo in questa immensa opera di recupero [dei classici] fu quella di Poggio Bracciolini...»
89. ↑  Ferroni, Quattrocento, p. 23.
90. ↑  Cappelli, pp. 168-169.
91. ↑  Per la biografia, si veda quella di Fubini, Biondo Flavio.
92. ↑  Testimonianza del metodo storico, basato sulla veritas historiae, è la lettera che Lapo da Castiglionchio il Giovane invia al Biondo, nell'aprile del 1437. In essa, Lapo elogia Biondi, per aver osservato i precetti della storiografia antica, senza però esserne un pedissequo emulatore:

(latino)
«Nam quae sunt primum hystoricis quasi impositae leges, ut ne quid falsum admiscere audeant, ne quid verum praetermittant, ne...a vera ac recta sententia deducantur, abs te diligentissime conservatae sunt.»

(italiano)
«In primo luogo, difatti, queste sono delle sorti di leggi imposte agli storici, affinché non osino aggiungervi qualcosa di falso, non omettano qualcosa di vero, e non si allontanino da un discorso vero e giusto, e da te [queste leggi] sono conservate in modo assai diligente.»
(Miglio, pp. 14-15)
93. ↑  Kelly, p. 413: «Il suo ideale di essere il restauratore di Roma, il protettore degli uomini di lettere e l'assertore del papato come guida della civilizzazione...»
94. ↑  In Tateo, Niccolò V questi sono soltanto alcuni degli umanisti più importanti che giunsero a Roma chiamati dal loro "collega" divenuto papa. Nell'organizzazione dei codici della Biblioteca Vaticana e nella loro traduzione dal greco in latino, infatti, furono chiamati un'infinità di intellettuali di cui si riportano i nomi:
«Tradussero dal greco per il pontefice, e in qualche caso conosciamo la loro lautissima retribuzione, Giovanni Aurispa, Poggio Bracciolini, Pietro Balbi, Pier Candido Decembrio, Francesco Filelfo, Teodoro Gaza, Giorgio da Trebisonda, Gregorio Tifernate, Guarino da Verona, Jacopo da San Cassiano, Lilio Tifernate, Giannozzo Manetti, Carlo Marsuppini, Orazio Romano, Nicolò Perotti, Lorenzo Valla, Rinuccio da Castiglione che, ancor prima dell'elezione al pontificato, aveva tradotto per il Parentucelli le Favole di Esopo, Maffeo Vegio. Altrettanto ampio il novero di coloro che dedicarono loro opere e loro traduzioni a N.: come Andrea Contrario, Antonio Agli, Antonio da Bitonto, Antonio Tridentone, Rodrigo Sánchez de Arévalo, Bartolomeo Facio, Basinio da Parma, Benedetto da Norcia, Bernardo da Rosergio, Biondo Flavio, Lampugnino Birago, Poggio Bracciolini, Filippo Calandrini, Michele Canensi, Leonardo Dati, Pietro del Monte, Gaspare da Verona, Giano Pannonio, Giovanni da Capestrano, Giovanni Giusti, Pietro Godi, Girolamo Guarini, Leonardo da Chio, Lorenzo da Pisa, Lupo da Speio, Paolo Maffei, Timoteo Maffei, Giovanni Marrasio, Nicolò Cusano, Porcelio Pandone, Nicolò Perotti, Lauro Quirini, Giovanni Serra che si offrì anche come biografo, Raffaele da Pornassio, Rinuccio da Castiglione, Giovanni Torquemada, Giovanni Tortelli.»
95. ↑  Abbagnano, 1, pp. 58-59.
96. ↑  Tateo:
«...quindi si trasferì a Roma (1462-63) quando il suo allievo Francesco Gonzaga ricevette la nomina cardinalizia, e a Roma concluse felicemente la sua carriera di umanista come prefetto della Biblioteca vaticana.»
97. ↑  Kelly, p. 176.
98. ↑  Burckhardt, p. 171:
«...e i suoi [di Paolo II] successori, Sisto, Innocenzo e Alessandro accettarono sì qualche dedica e si lasciarono esaltare dai poeti senza misura (si parla persino di una Borgiade, scritta probabilmente in esametri), ma ebbero in generale ben altre occupazioni e cercarono appoggi più solidi, che non fossero le servizi adulazioni dei poeti-filologi.»

Sempre in Ibidem, nota 90, Burckhardt rivela il nome dell'autore dell'incompiuta Borgiade, tale Sferulo da Camerino.
99. ↑  Burckhardt, pp. 211-212.
100. ↑  Tateo, cultura umanistica, p. 125.
101. ↑  Si veda Bueno de Mesquita.
102. ↑  Per uno sguardo complessivo sul Loschi, si veda: Viti, Antonio Loschi.
103. ↑  Canfora, p. 12:
«Scipione e Cesare, simboli rispettivamente della repubblica e della monarchia, sono i due grandi eroi antitetici su cui il poeta aretino per primo richiamò puntualmente l'attenzione dei contemporanei [...] La contrapposizione...era tra libertà individuale ed efficacia nell'azione di governo, tra repubblica e monarchia.»
104. ↑  Tolfo.
105. ↑  Cfr. Fubini, Antonio da Rho.
106. ↑  Cappelli, p. 237.
107. ↑  Per uno sguardo complessivo sulla figura del Decembrio, si veda: Viti, Pier Candido Decembrio.
108. ↑  Renucci, p. 1267.
109. ↑  Cappelli, pp. 409-410.
110. ↑  Bosisio, pp. 358-359.
111. ↑  Bosisio, p. 359.
112. ↑  Cappelli, pp. 279-280.
113. 1 2 3  Tateo, cultura umanistica, p. 130.
114. ↑  Cappelli, p. 283.
115. ↑  Cappelli, p. 298.
116. ↑  Cappelli, p. 255.
117. 1 2  Martellotti.
118. ↑  Cappelli, p. 257.
119. ↑  Burckhardt, p. 165.
120. ↑  Sabbadini, pp. 46-47.
121. 1 2  Ferroni, Quattrocento, p. 54.
122. ↑  Alfano-Gigante-Russo, p. 92.
123. ↑  Cappelli, p. 266.
124. ↑  Tateo, cultura umanistica, pp. 111-112.
125. ↑  Tateo, cultura umanistica, p. 112 e Cappelli, p. 267.
126. 1 2  Tateo, cultura umanistica, p. 112.
127. ↑  Cappelli, p. 269.
128. ↑  Tateo: «aveva scritto infatti, per onorare i Gonzaga suoi protettori, una storia della città di Mantova (Historia urbis Mantuae), iniziata nel 1466 e completata nel 1469.»
129. ↑  Cappelli, p. 271.
130. ↑  Alfano-Gigante-Russo, p. 93.
131. ↑  Per approfondire, si veda il capitolo di Oliva, Una decadenza durata cent'anni, pp. 147-180.
132. ↑  Alfano-Gigante-Russo, p. 95.
133. ↑  Cappelli, pp. 337-338.
134. ↑  Pagnoni Sturlese.
135. ↑  Cappelli, pp. 305-306.
136. ↑  Catanorchi.
137. ↑  Cappelli, p. 325.
138. ↑  Pico della Mirandola.
139. 1 2  Tirinnanzi.
140. 1 2  Landucci, p. 1175, colonna 2.
141. ↑  Potestà-Vian, p. 304.
142. ↑  Abbagnano, 3, p. 98.
143. ↑  Abbagnano, 3, p. 99.
144. ↑  Si consulti la voce su Le Fèvre d’Étaples.
145. 1 2  Per approfondire, si veda Humanisme et Renaissance.
146. ↑  Kristeller, p. 75 e Ibidem, nota 30.
147. ↑  Vasoli.
148. ↑  Malusa, p. 172.
149. ↑  Si veda, per approfondimenti, la voce English Humanists dell'Enciclopedia Britannica online.
150. ↑  Abbagnano, 3, pp. 125-126.
151. ↑  Hutten, Ulrich von.
152. ↑  Abbagnano, 3, pp. 109-110.
153. ↑  Si veda, per ulteriori approfondimenti, il saggio Humanismo en España.
154. ↑  Maissen.